# Olympische Sommerspiele 2016/Leichtathletik – 100 m (Männer)

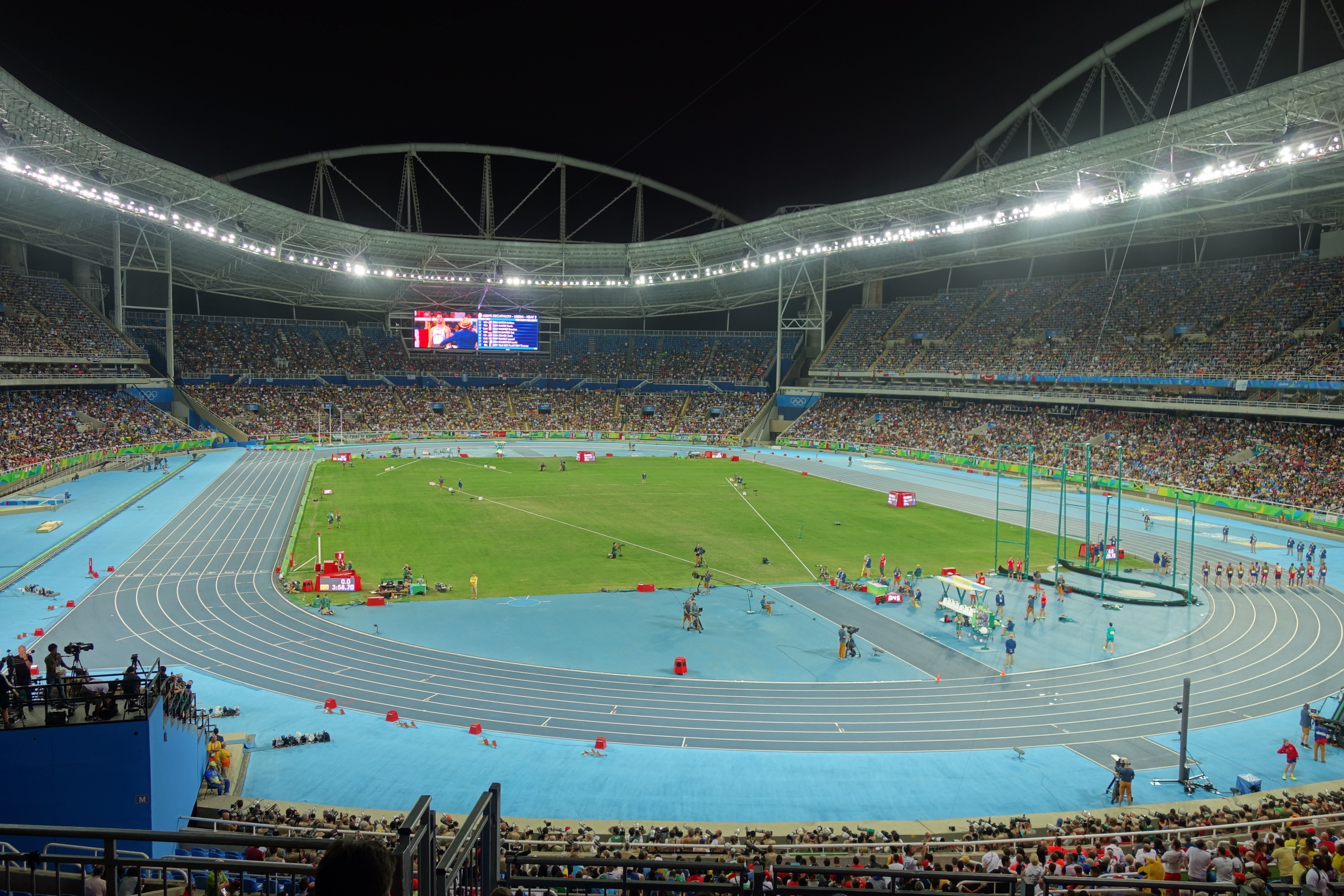
Innenraum des Estádio Olímpico João Havelange während der Spiele von Rio

Der 100-Meter-Lauf der Männer bei den Olympischen Spielen 2016 in Rio de Janeiro wurde am 13. und 14. August 2016 im Estádio Olímpico João Havelange ausgetragen. 83 Athleten nahmen teil.
Olympiasieger wurde der Jamaikaner Usain Bolt, der sein drittes Gold in Folge in dieser Disziplin errang. Silber gewann der US-Amerikaner Justin Gatlin. Bronze ging an den Kanadier Andre De Grasse.
Für Deutschland starteten Lucas Jakubczyk und Julian Reus. Beide schieden in der Vorrunde aus.

Athleten aus der Schweiz, Österreich und Liechtenstein nahmen nicht teil.

## Aktuelle Titelträger
| Olympiasieger                         | Usain Bolt ( Jamaika)                  | 9,63 s  | London 2012    |
| Weltmeister                           | Usain Bolt ( Jamaika)                  | 9,79 s  | Peking 2015    |
| Europameister                         | Churandy Martina ( Niederlande)        | 10,07 s | Amsterdam 2016 |
| Nord-/Zentralamerika-/Karibik-Meister | Remontay McClain ( Vereinigte Staaten) | 10,09 s | San José 2015  |
| Südamerika-Meister                    | Diego Palomeque ( Kolumbien)           | 10,40 s | Lima 2015      |
| Asienmeister                          | Femi Ogunode ( Katar)                  | 9,91 s  | Wuhan 2015     |
| Afrikameister                         | Ben Youssef Meïté ( Elfenbeinküste)    | 9,95 s  | Durban 2016    |
| Ozeanienmeister                       | Banuve Tabakaucoro ( Fidschi)          | 10,22 s | Cairns 2015    |

## Rekorde

### Bestehende Rekorde
| Weltrekord         | Usain Bolt ( Jamaika) | 9,58 s | Berlin ( Deutschland)            | 16. August 2009 |
| Olympischer Rekord | Usain Bolt ( Jamaika) | 9,63 s | Finale OS London, Großbritannien | 5. August 2012  |

Der bestehende olympische Rekord wurde bei diesen Spielen nicht erreicht. Die schnellste Zeit erzielte der jamaikanische Olympiasieger Usain Bolt mit 9,81 s im Finale am 14. August bei einem Rückenwind von 0,2 m/s. Damit verfehlte er seinen eigenen Rekord um achtzehn Hundertstelsekunden. Zu seinem eigenen Weltrekord fehlten ihm 23 Hundertstelsekunden.

### Rekordverbesserungen
Es wurde ein Landesrekord neu aufgestellt.
- 9,97 s – Ben Youssef Meïté (Elfenbeinküste), erstes Halbfinale am 14. August bei einem Rückenwind von 0,2 m/s

Anmerkung:
Alle Zeitangaben in diesem Beitrag sind in Ortszeit Rio (UTC-3) notiert.

## Vorausscheidung
Vor der eigentlichen Vorrunde gab es drei Ausscheidungsläufe. Für die Vorrunde qualifizierten sich pro Lauf die ersten zwei Athleten (hellblau unterlegt). Darüber hinaus kamen die zwei Zeitschnellsten, die sogenannten Lucky Loser (hellgrün unterlegt), weiter.

### Lauf 1

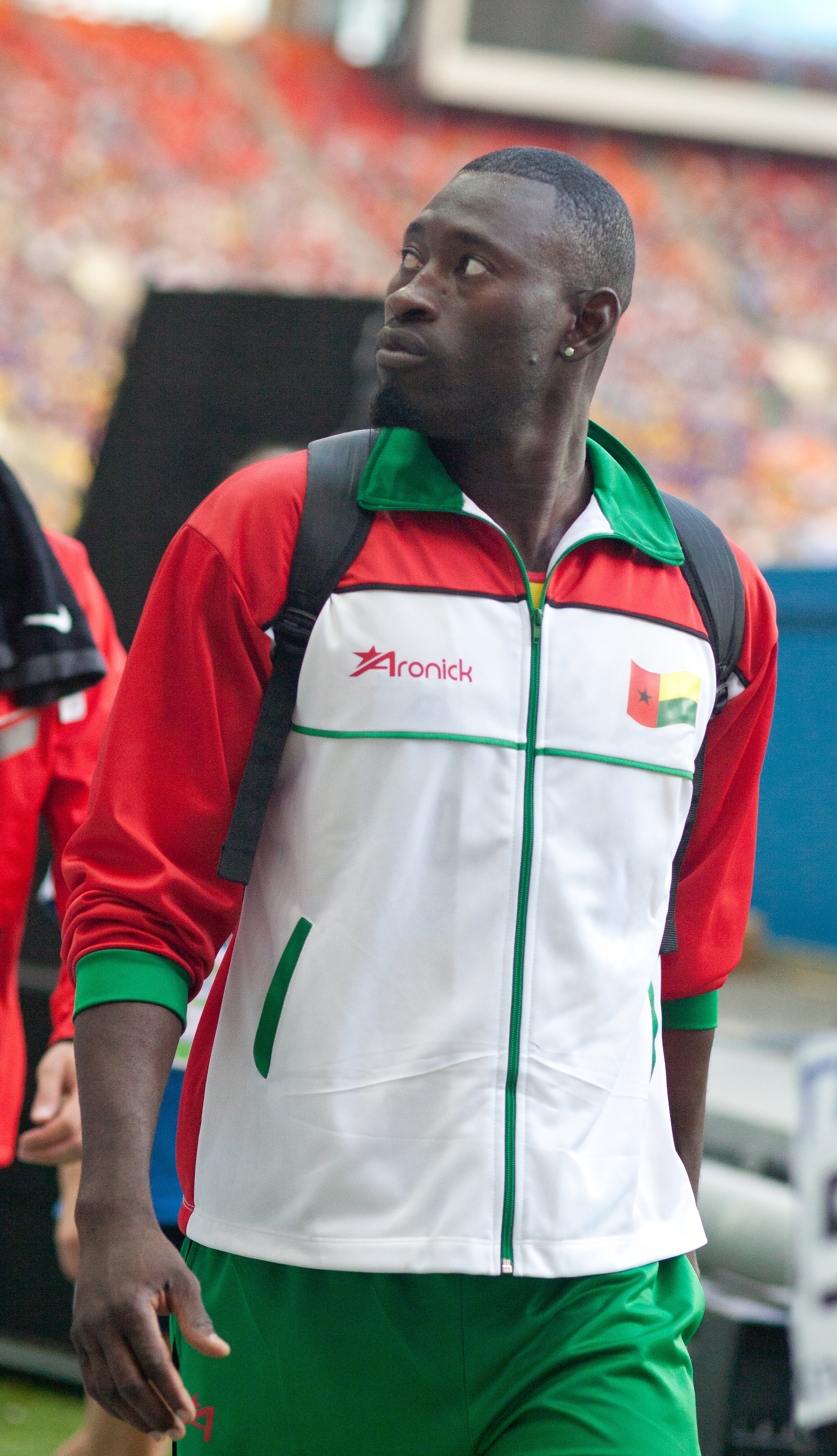
Holder da Silva – ausgeschieden als Vierter des ersten Vorentscheidungslaufs

13. August 2016, 9.30 Uhr
Wind: −0,2 m/s
| Platz | Name                   | Nation         | Zeit    | Anmerkung |
| ----- | ---------------------- | -------------- | ------- | --------- |
| 1     | Riste Pandev           | Mazedonien     | 10,72 s |           |
| 2     | Sudirman Hadi          | Indonesien     | 10,77 s |           |
| 3     | Mohammed Abukhousa     | Palästina      | 10,82 s |           |
| 4     | Holder da Silva        | Guinea-Bissau  | 10,97 s |           |
| 5     | Wilfried Bingangoye    | Gabun          | 11,03 s |           |
| 6     | Mohamed Lamine Dansoko | Guinea         | 11,05 s |           |
| 7     | Abdul Wahab Zahiri     | Afghanistan    | 11,56 s |           |
| 8     | Richson Simeon         | Marshallinseln | 11,81 s | SB        |

### Lauf 2
13. August 2016, 9.37 Uhr
Wind: +0,4 m/s
| Platz | Name               | Nation             | Zeit    |
| ----- | ------------------ | ------------------ | ------- |
| 1     | Hassan Saaid       | Malediven          | 10,43 s |
| 2     | Siueni Filimone    | Tonga              | 10,76 s |
| 3     | Luke Bezzina       | Malta              | 11,04 s |
| 4     | Masbah Ahmmed      | Bangladesch        | 11,34 s |
| 5     | Isaak Silafau      | Amerikanisch-Samoa | 11,51 s |
| 6     | John Ruuka         | Kiribati           | 11,65 s |
| 7     | Hermenegildo Leite | Angola             | 11,65 s |

### Lauf 3

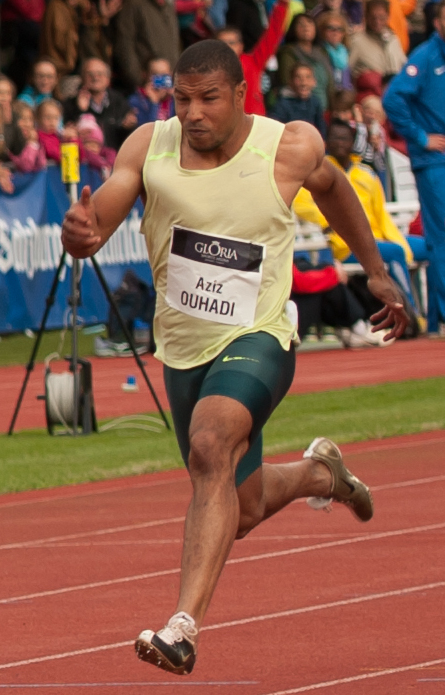
Aziz Ouhadi – ausgeschieden als Sechster des dritten Vorlaufs
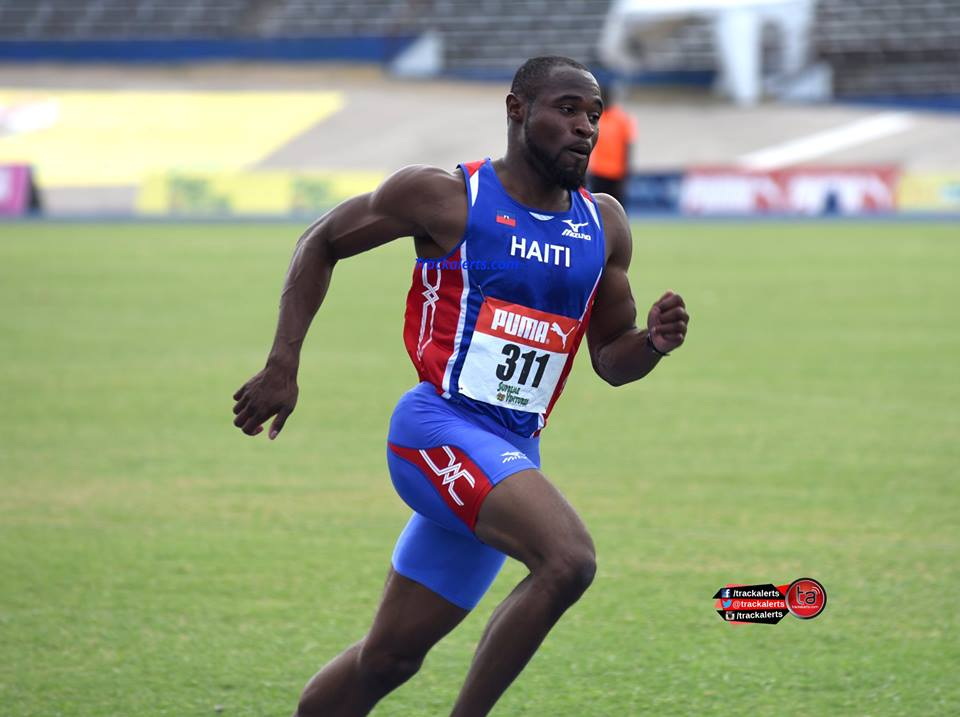
Darrell Wesh – ausgeschieden als Achter des dritten Vorlaufs

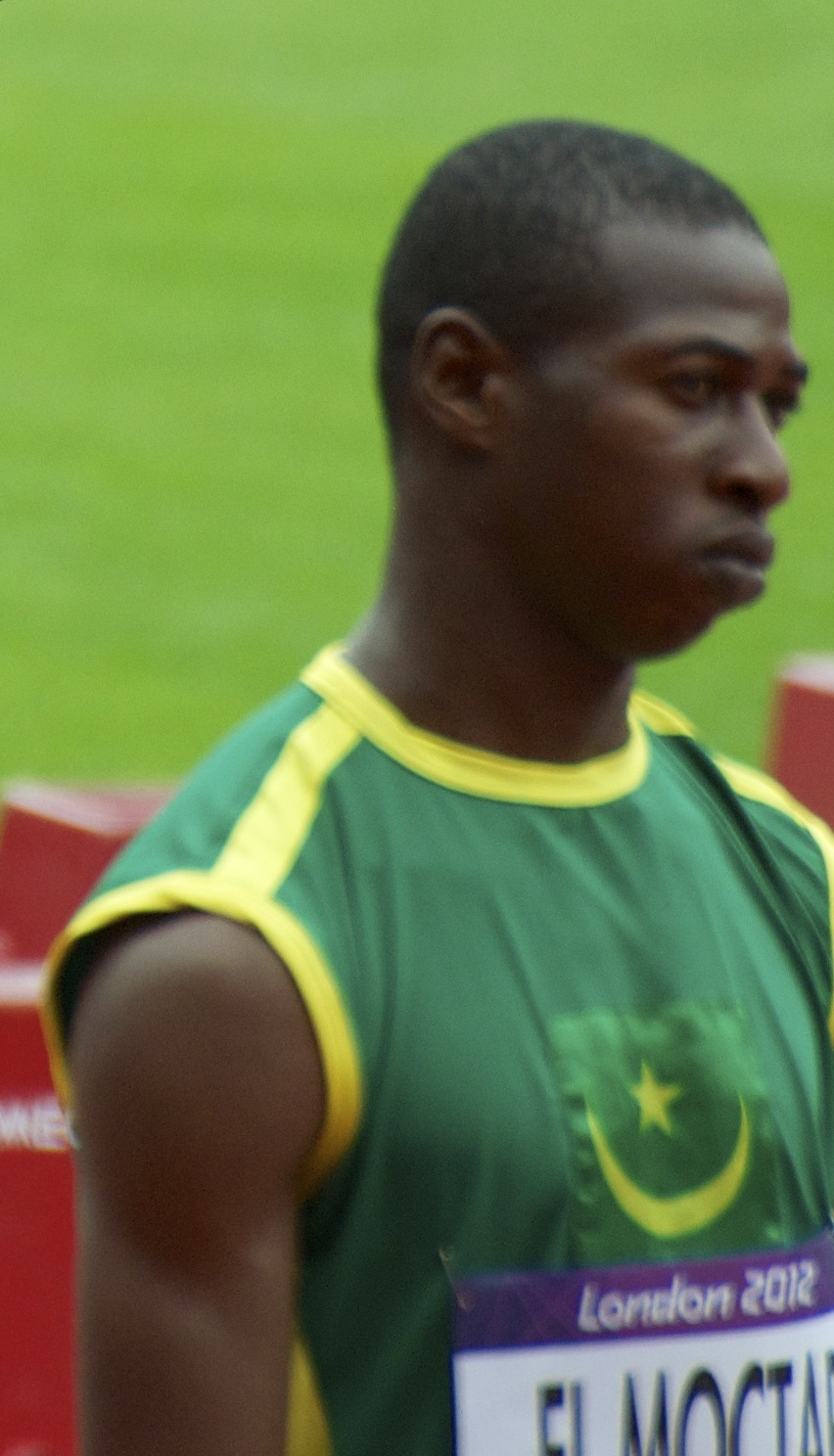
Jidou el Moctar – ausgeschieden als Sechster des dritten Vorentscheidungslaufs
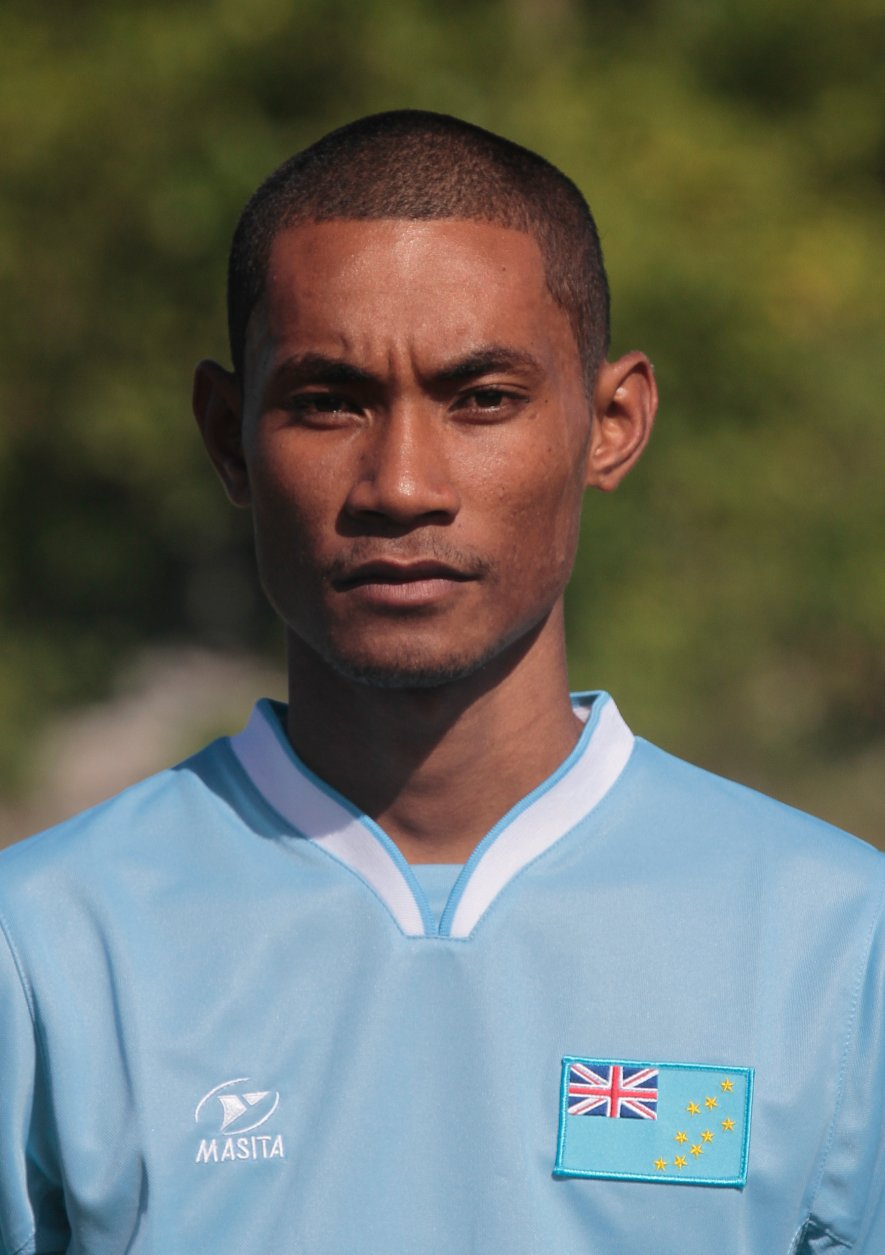
Etimoni Timuani – ausgeschieden als Siebter des dritten Vorentscheidungslaufs

13. August 2016, 9.44 Uhr
Wind: −0,3 m/s
| Platz | Name                 | Nation                             | Zeit    |
| ----- | -------------------- | ---------------------------------- | ------- |
| 1     | Rodman Teltull       | Palau                              | 10,53 s |
| 2     | Timothee Yap Jin Wei | Singapur                           | 10,84 s |
| 3     | Md Fakhri Ismail     | Brunei                             | 10,92 s |
| 4     | Ismail Kamara        | Sierra Leone                       | 10,95 s |
| 5     | Kapririel Kitson     | Föderierte Staaten von Mikronesien | 11,42 s |
| 6     | Jidou el Moctar      | Mauretanien                        | 11,44 s |
| 7     | Etimoni Timuani      | Tuvalu                             | 11,81 s |

## Vorrunde
Die Vorrunde wurde in acht Läufen durchgeführt. Für das Halbfinale qualifizierten sich pro Lauf die ersten zwei Athleten (hellblau unterlegt). Darüber hinaus kamen die acht Zeitschnellsten, die sogenannten Lucky Loser (hellgrün unterlegt), weiter.

### Lauf 1
13. August 2016, 12.00 Uhr
Wind: −1,0 m/s
| Platz | Name             | Nation         | Zeit    |
| ----- | ---------------- | -------------- | ------- |
| 1     | Kemarley Brown   | Bahrain        | 10,13 s |
| 2     | Chijindu Ujah    | Großbritannien | 10,13 s |
| 3     | Marvin Bracy     | USA            | 10,16 s |
| 4     | Seye Ogunlewe    | Nigeria        | 10,26 s |
| 5     | Femi Ogunode     | Katar          | 10,28 s |
| 6     | Sean Safo-Antwi  | Ghana          | 10,43 s |
| 7     | Reza Ghasemi     | Iran           | 10,47 s |
| 8     | Adrian Griffith  | Bahamas        | 10,53 s |
| 9     | Md Fakhri Ismail | Brunei         | 10,95 s |

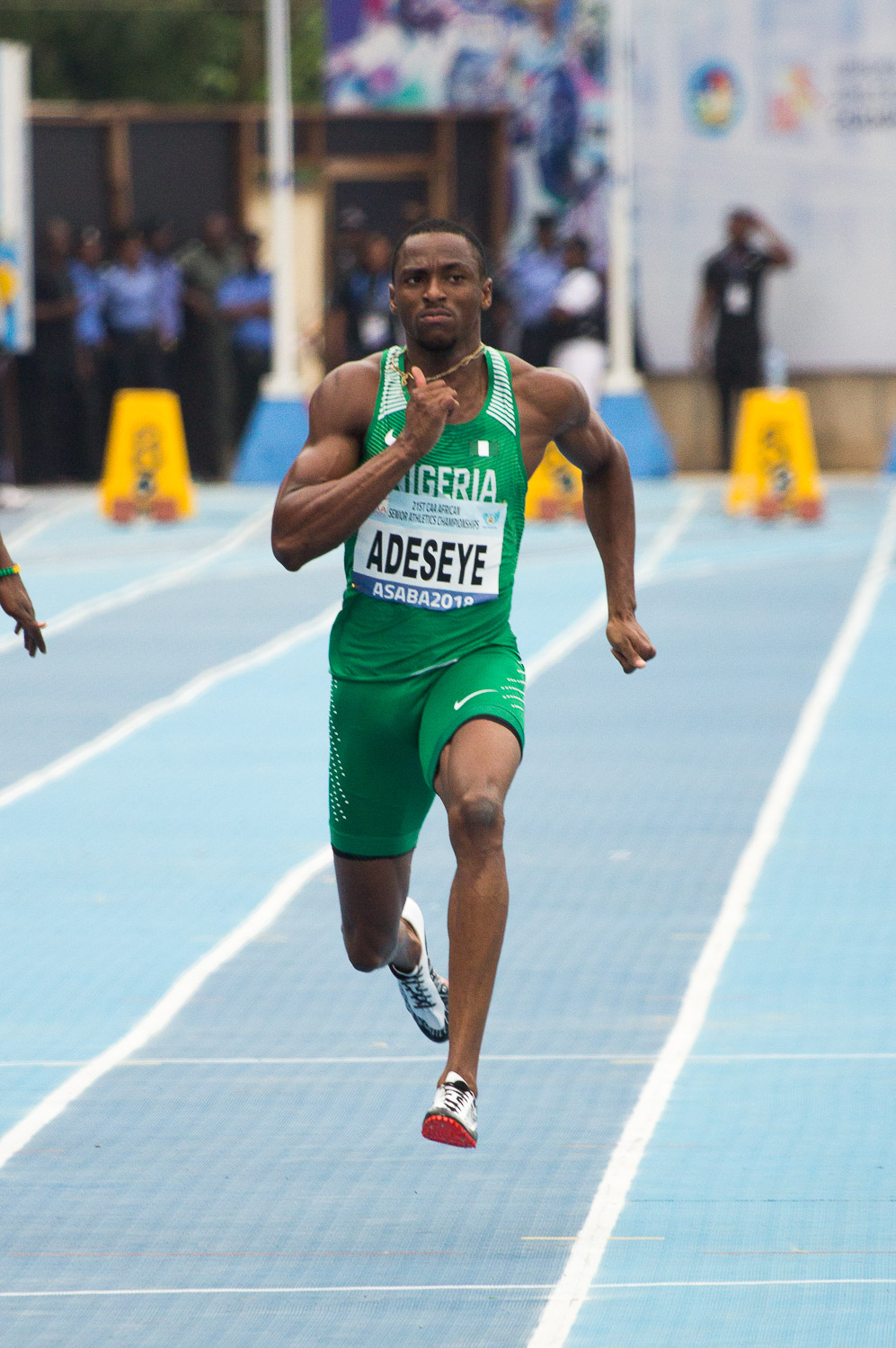
Seye Ogunlewe – ausgeschieden als Vierter des ersten Vorlaufs

Weitere im ersten Vorlauf ausgeschiedene Sprinter:

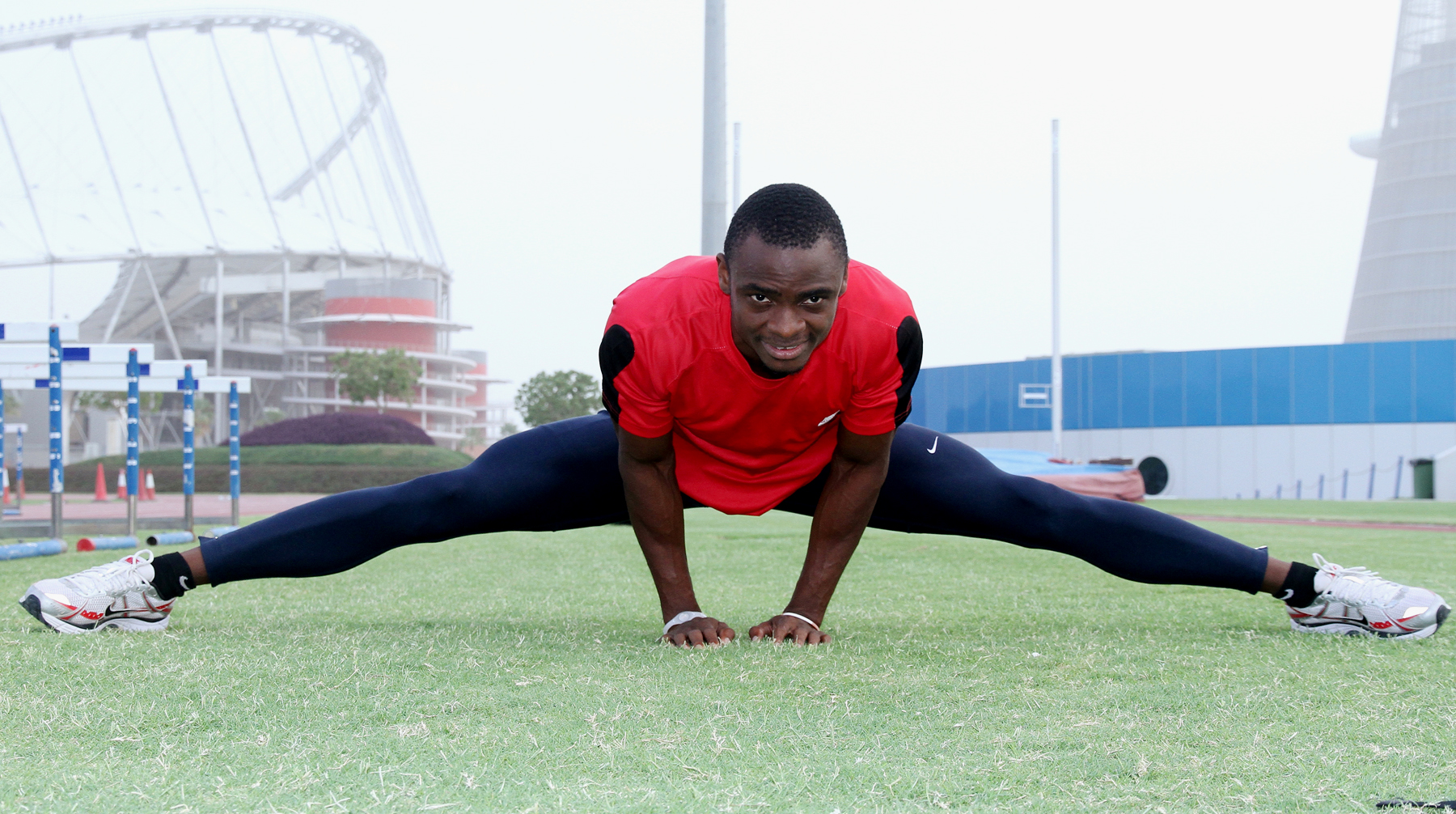
Femi Ogunode – Rag fünf
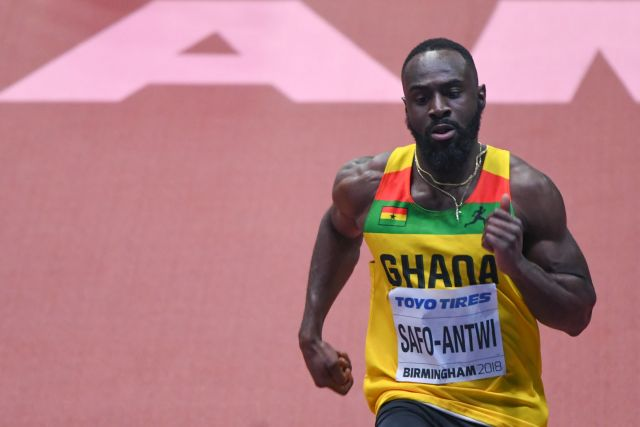
Sean Safo-Antwi – Rang sechs
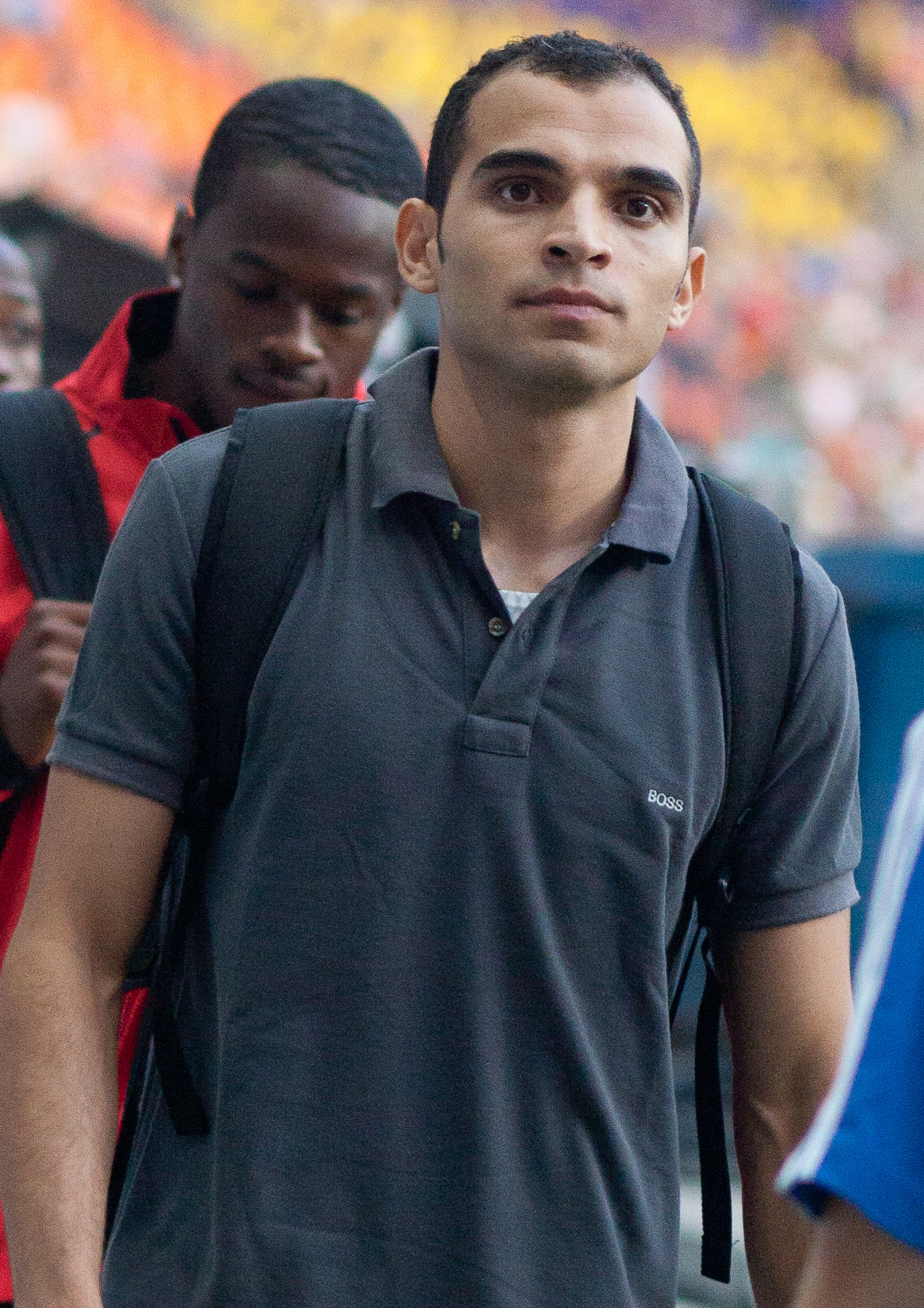
Reza Ghasemi – Rang sieben
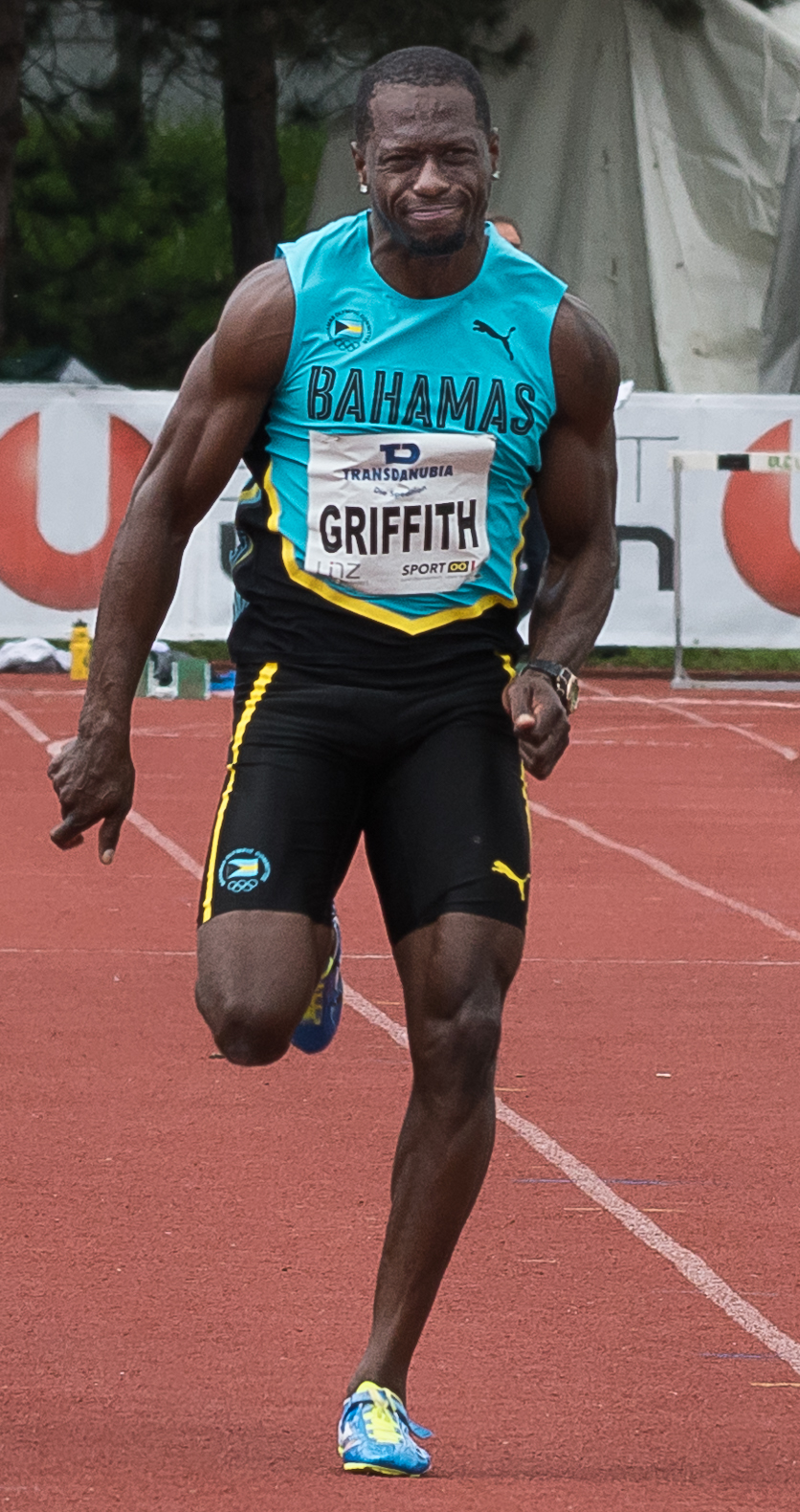
Adrian Griffith – Rang acht

### Lauf 2
13. August 2016, 12.07 Uhr
Wind: +0,8 m/s
| Platz | Name               | Nation              | Zeit    | Anmerkung |
| ----- | ------------------ | ------------------- | ------- | --------- |
| 1     | Justin Gatlin      | USA                 | 10,01 s |           |
| 2     | Daniel Bailey      | Antigua und Barbuda | 10,20 s |           |
| 3     | Rondel Sorrillo    | Trinidad und Tobago | 10,23 s |           |
| 4     | Gerald Phiri       | Sambia              | 10,27 s |           |
| 5     | Lucas Jakubczyk    | Deutschland         | 10,29 s |           |
| 6     | Ogho-Oghene Egwero | Nigeria             | 10,37 s |           |
| 7     | Hua Wilfried Koffi | Elfenbeinküste      | 10,37 s |           |
| 8     | Rodman Teltull     | Palau               | 10,64 s |           |
| 9     | Riste Pandev       | Mazedonien          | 10,71 s | SB        |

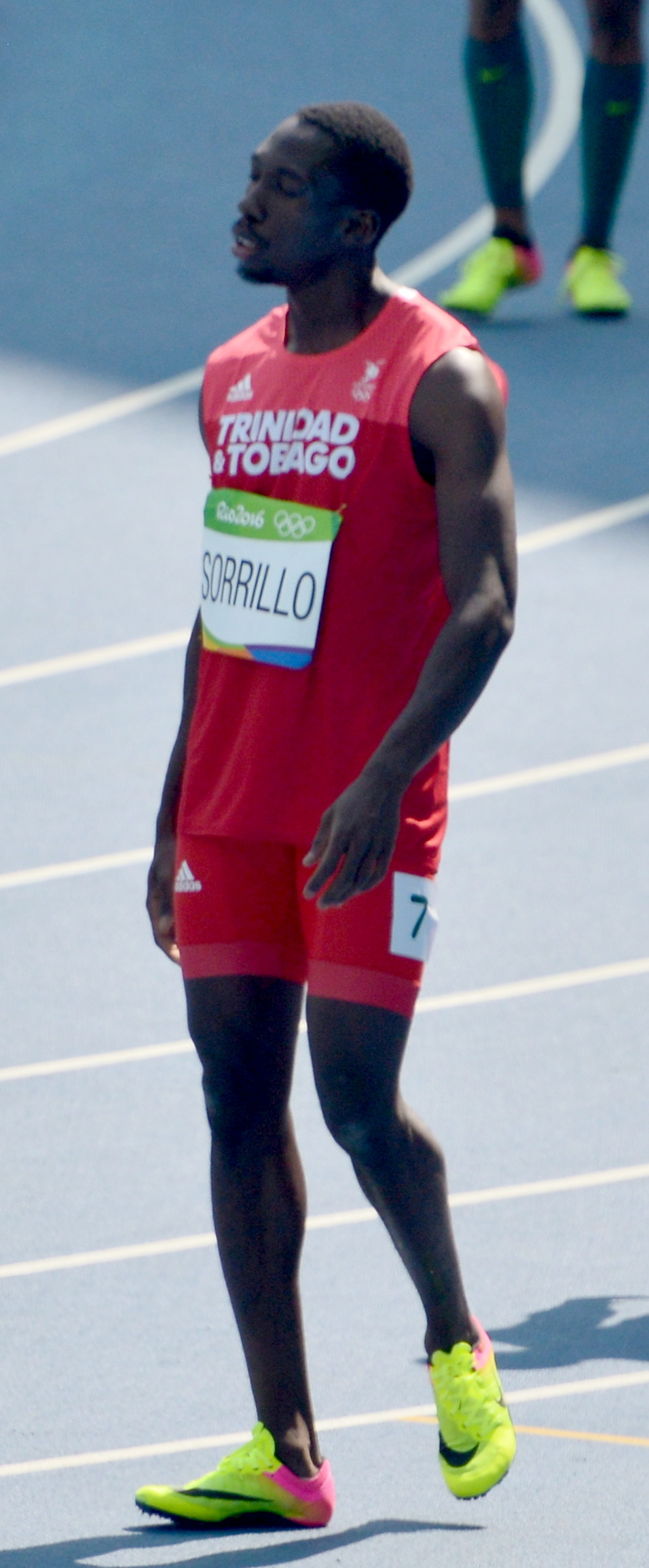
Rondel Sorrillo – ausgeschieden als Dritter des zweiten Vorlaufs

Weitere im zweiten Vorlauf ausgeschiedene Sprinter:

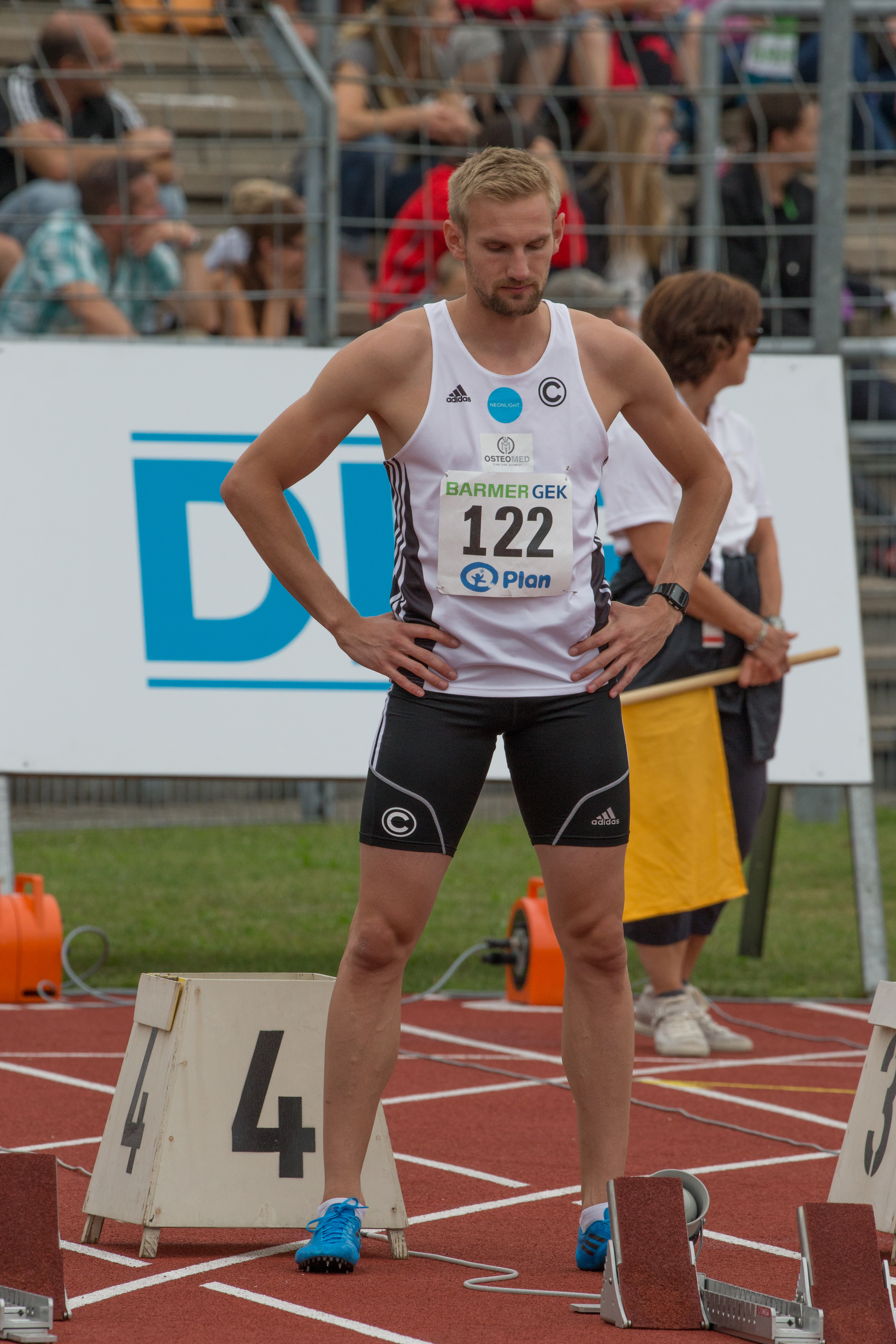
Lucas Jakubczyk – Rang fünf
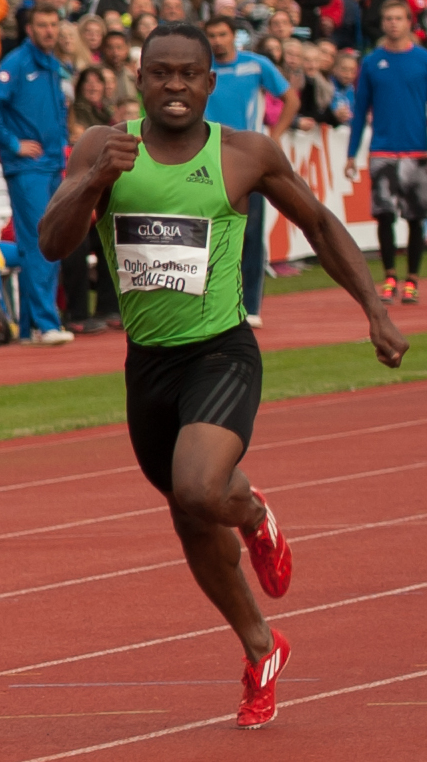
Ogho-Oghene Egwero – Rang sechs
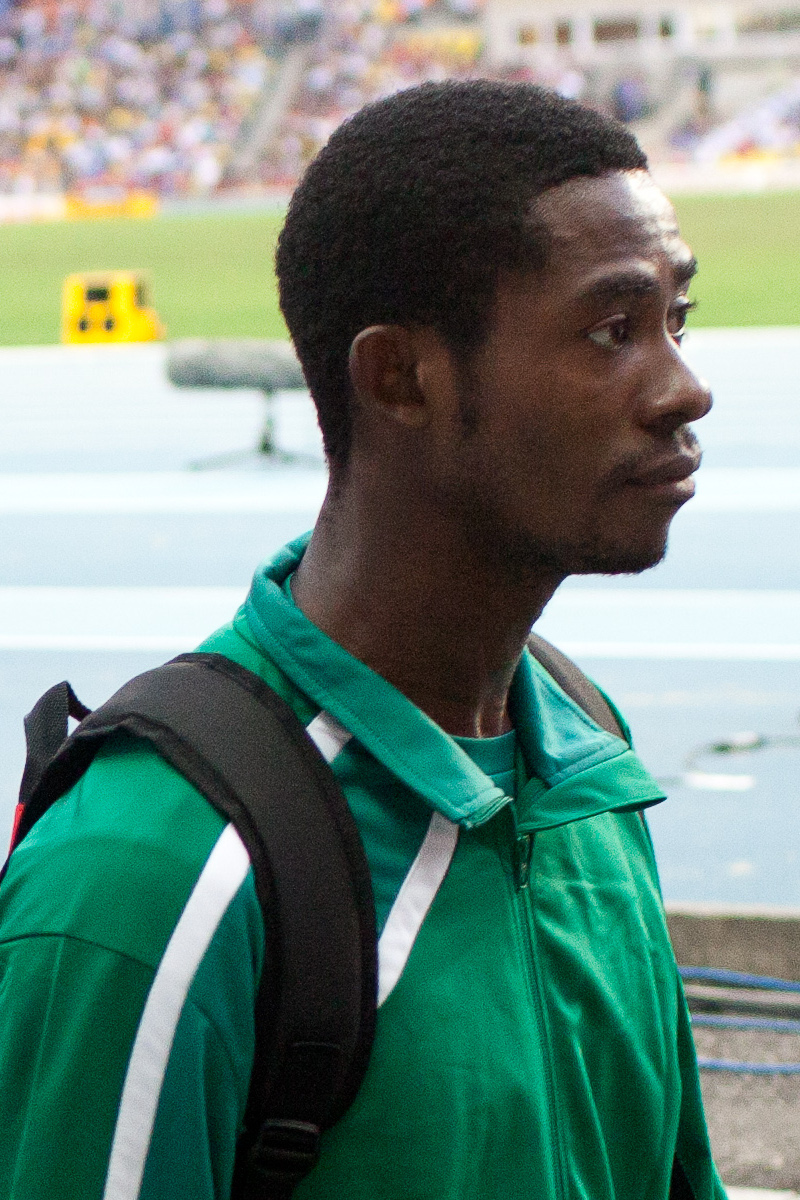
Hua Wilfried Koffi – Rang sieben

### Lauf 3
- Aziz Ouhadi – ausgeschieden
als Sechster des dritten Vorlaufs
- Darrell Wesh – ausgeschieden
als Achter des dritten Vorlaufs

13. August 2016, 12.07 Uhr
Wind: +0,8 m/s
| Platz | Name                    | Nation              | Zeit    |
| ----- | ----------------------- | ------------------- | ------- |
| 1     | Xie Zhenye              | Volksrepublik China | 10,08 s |
| 2     | Nickel Ashmeade         | Jamaika             | 10,13 s |
| 3     | Hassan Taftian          | Iran                | 10,17 s |
| 4     | Kim Collins             | St. Kitts und Nevis | 10,18 s |
| 5     | Abdullah Abkar Mohammed | Saudi-Arabien       | 10,26 s |
| 6     | Aziz Ouhadi             | Marokko             | 10,34 s |
| 7     | Kemar Hyman             | Cayman Islands      | 10,34 s |
| 8     | Darrell Wesh            | Haiti               | 10,39 s |

### Lauf 4
13. August 2016, 12.21 Uhr
Wind: −0,5 m/s
| Platz | Name             | Nation              | Zeit    |
| ----- | ---------------- | ------------------- | ------- |
| 1     | Andre De Grasse  | Kanada              | 10,04 s |
| 2     | Asuka Cambridge  | Japan               | 10,13 s |
| 3     | Su Bingtian      | Volksrepublik China | 10,17 s |
| 4     | Jimmy Vicaut     | Frankreich          | 10,19 s |
| 5     | Churandy Martina | Niederlande         | 10,22 s |
| 6     | Emmanuel Matadi  | Liberia             | 10,31 s |
| 7     | Julian Reus      | Deutschland         | 10,34 s |
| 8     | Jamial Rolle     | Bahamas             | 10,68 s |
| 9     | Sudirman Hadi    | Indonesien          | 10,70 s |

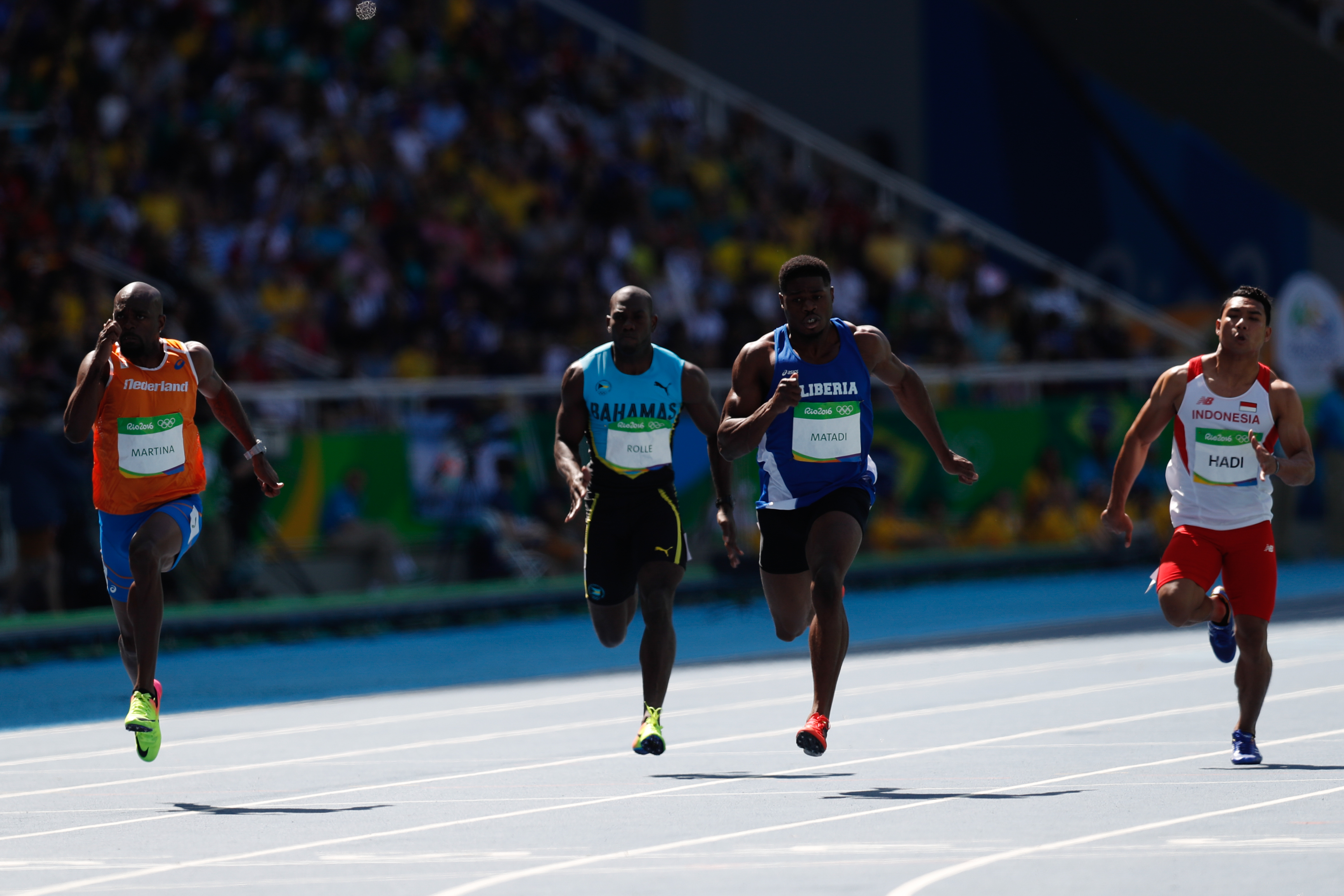
Zieleinlauf des vierten Vorlaufs (v. l. n. r.):
Churandy Martina, Jamial Rolle, Emmanuel Matadi, Sudirman Hadi

Im vierten Vorlauf ausgeschiedene Sprinter:

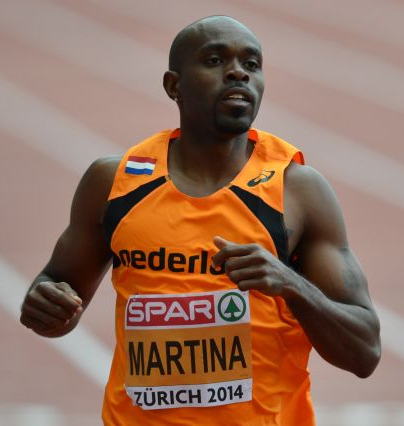
Churandy Martina – Rang fünf
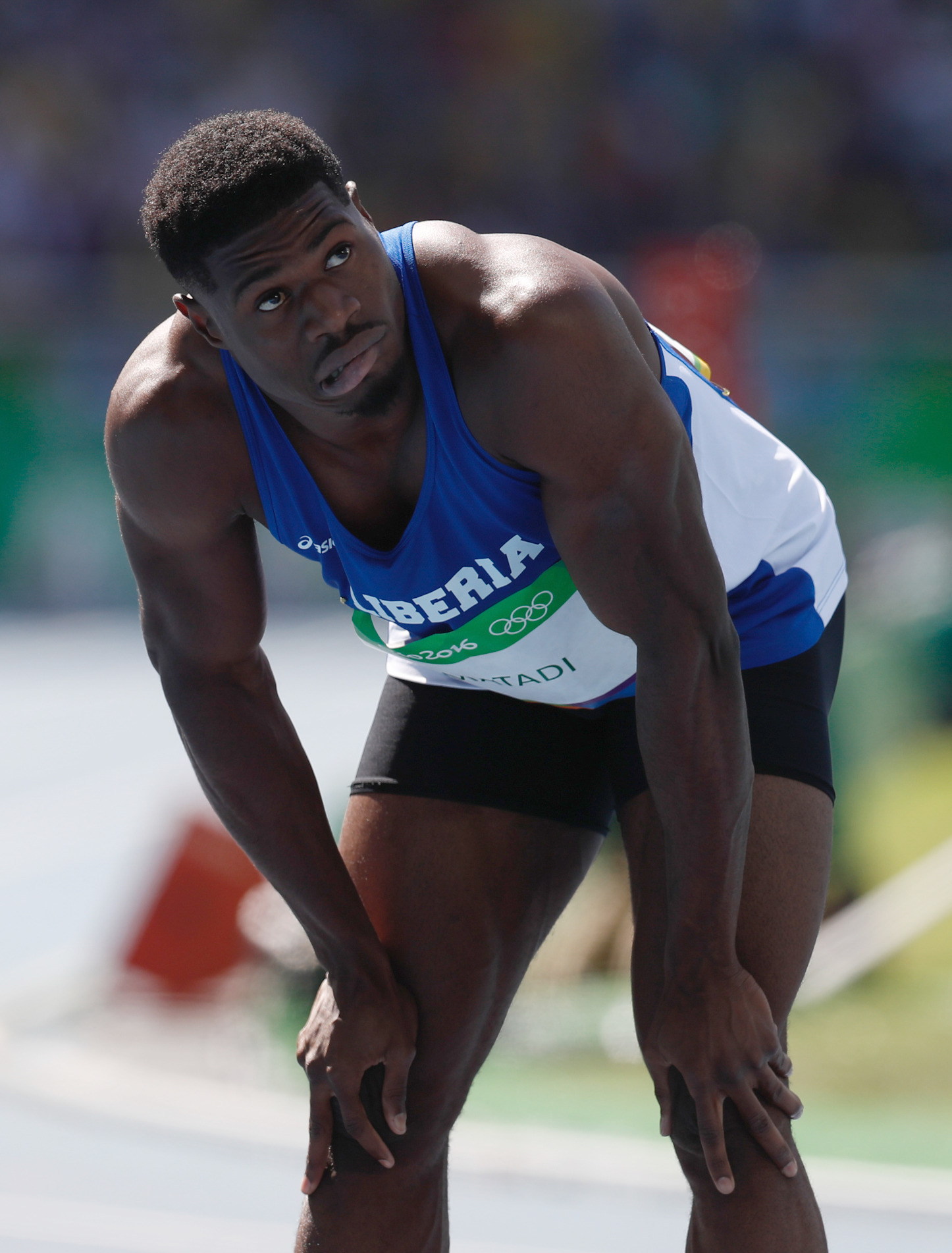
Emmanuel Matadi – Rang sechs
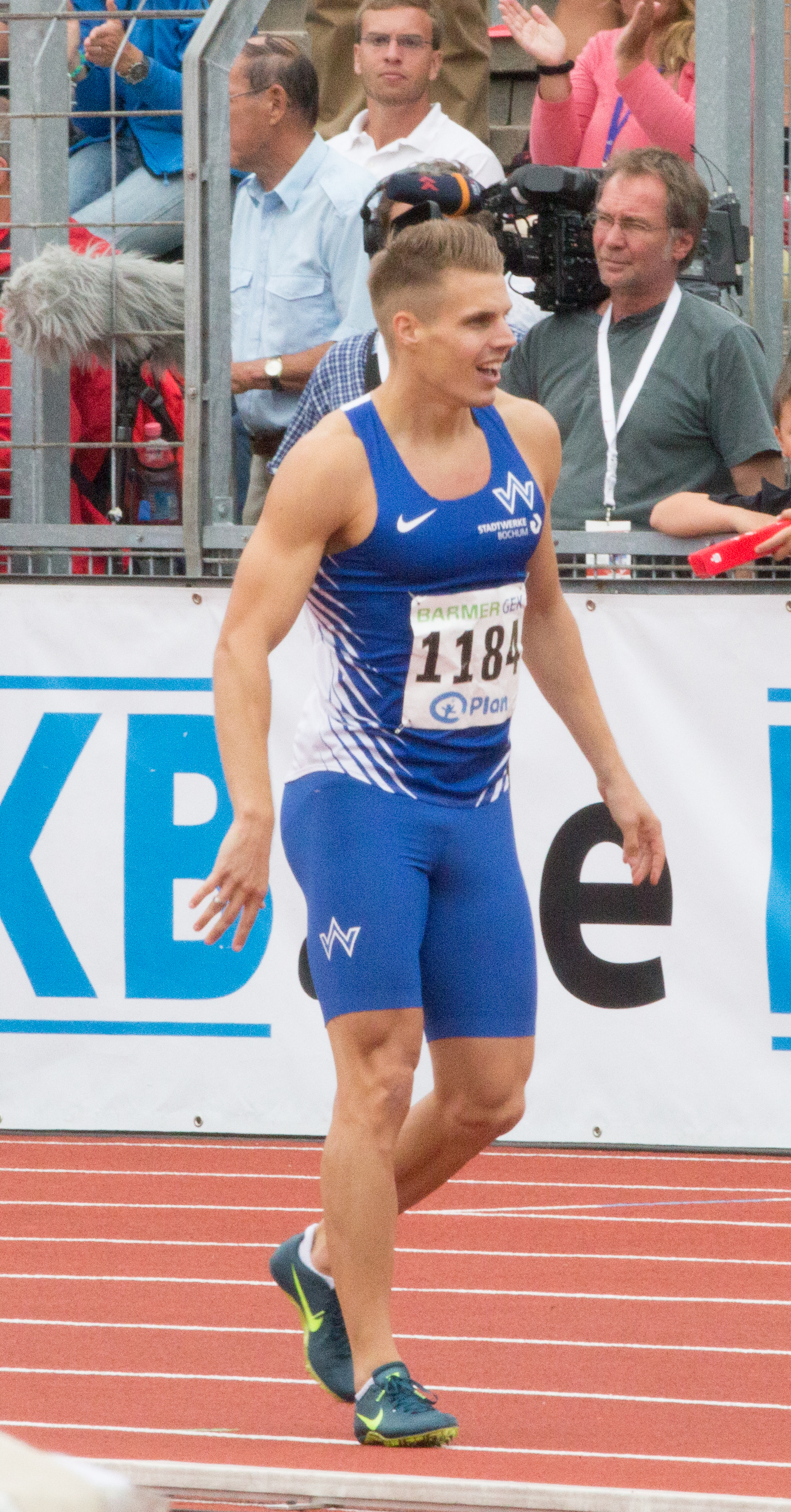
Julian Reus – Rang sieben
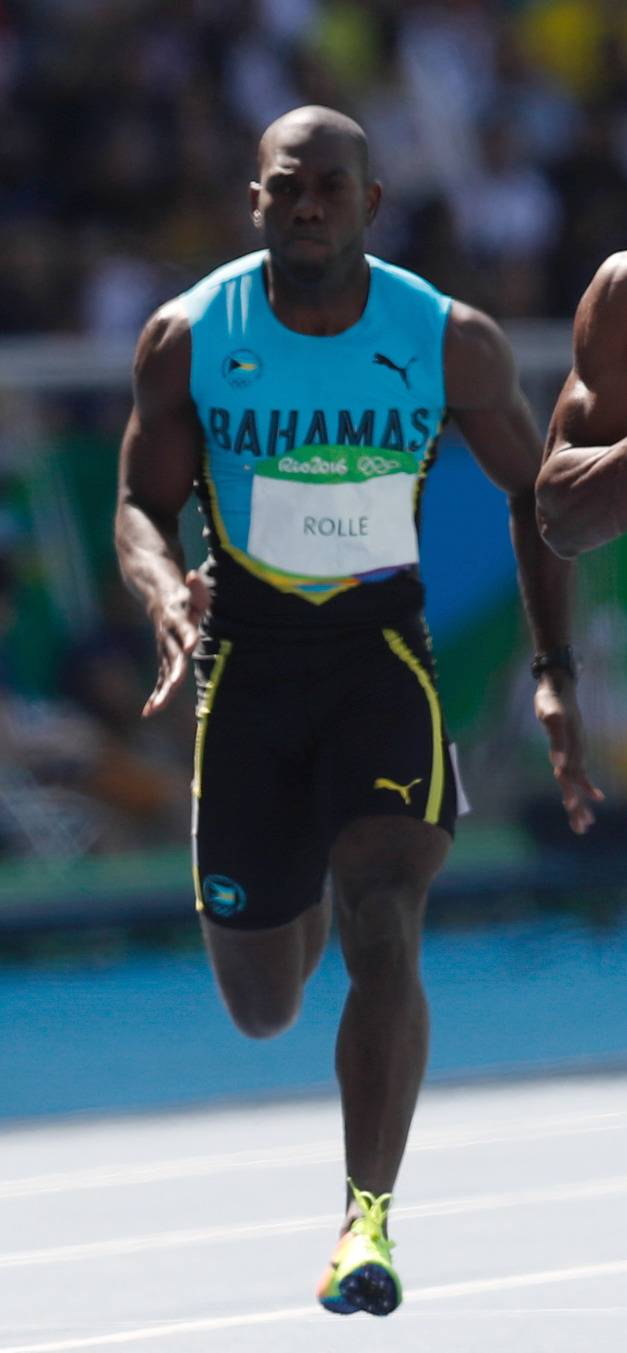
Jamial Rolle – Rang acht
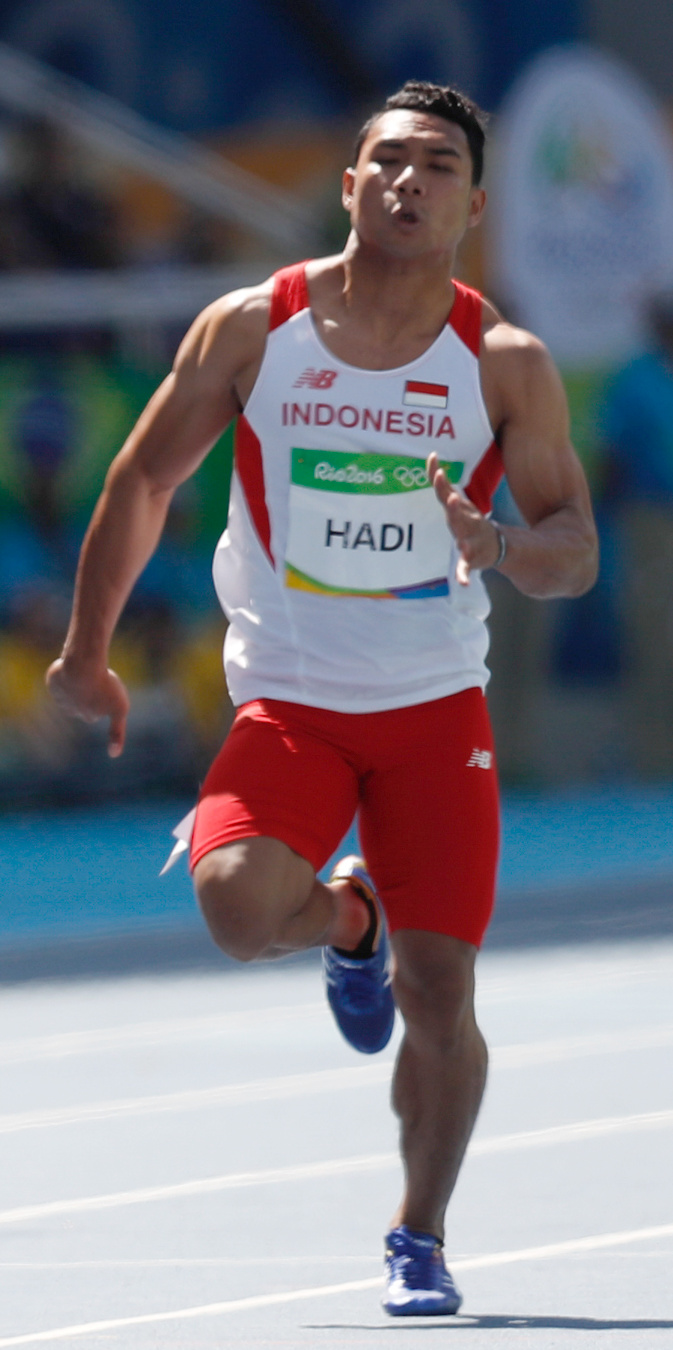
Sudirman Hadi – Rang neun

### Lauf 5
13. August 2016, 12.28 Uhr
Wind: +0,2 m/s
| Platz | Name                | Nation                   | Zeit    |
| ----- | ------------------- | ------------------------ | ------- |
| 1     | Ben Youssef Meïté   | Elfenbeinküste           | 10,03 s |
| 2     | Trayvon Bromell     | USA                      | 10,13 s |
| 3     | Christophe Lemaitre | Frankreich               | 10,16 s |
| 4     | Cejhae Greene       | Niederländische Antillen | 10,20 s |
| 5     | Keston Bledman      | Trinidad und Tobago      | 10,20 s |
| 6     | Akeem Haynes        | Kanada                   | 10,22 s |
| 7     | Gabriel Mvumvure    | Simbabwe                 | 10,28 s |
| 8     | Hassan Saaid        | Malediven                | 10,47 s |
| DNS   | Siueni Filimone     | Tonga                    |         |

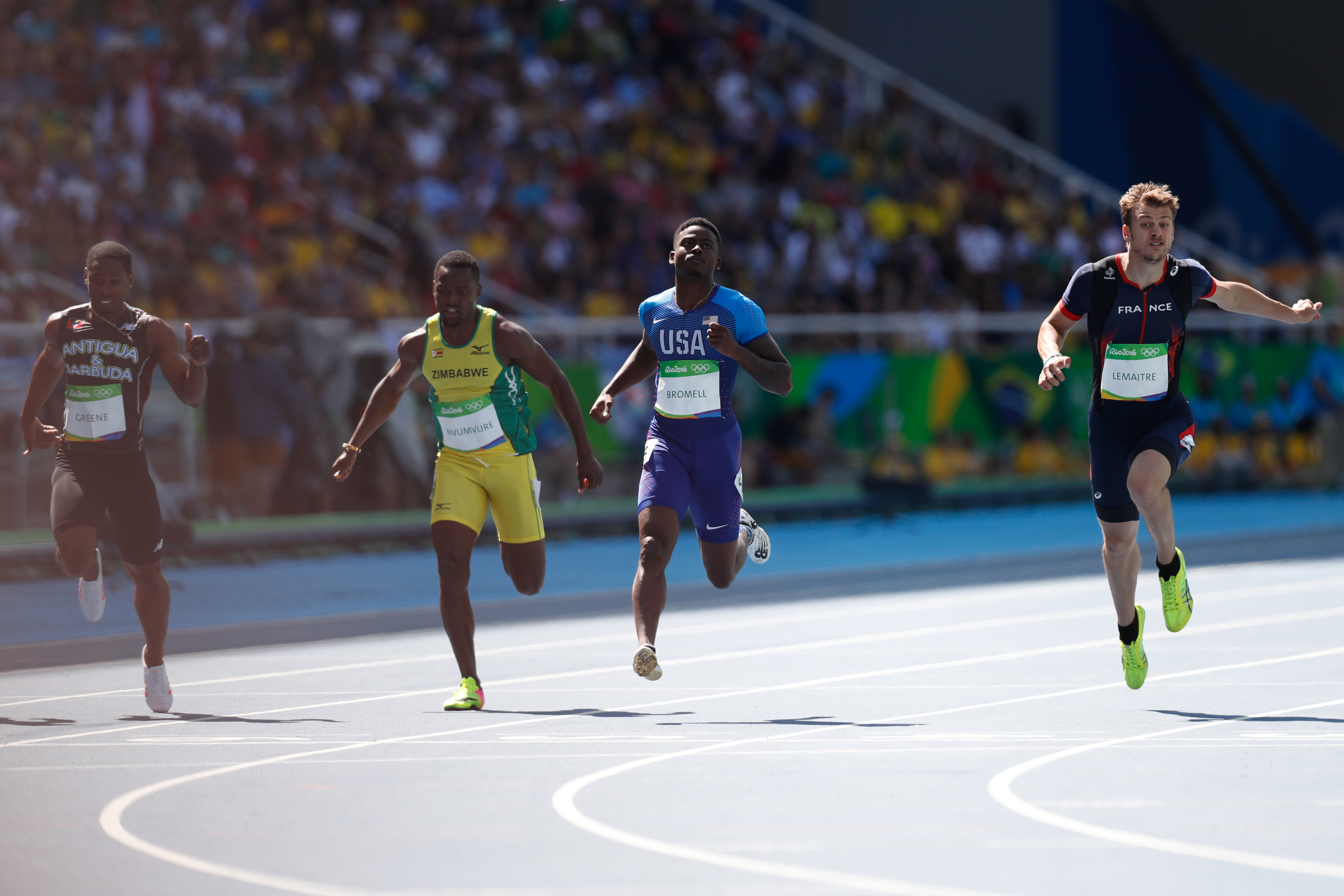
Zieleinlauf des fünften Vorlaufs (v. l. n. r.):
Cejhae Greene, Gabriel Mvumvure, Trayvon Bromell, Christophe Lemaitre

Im fünften Vorlauf ausgeschiedene Sprinter:

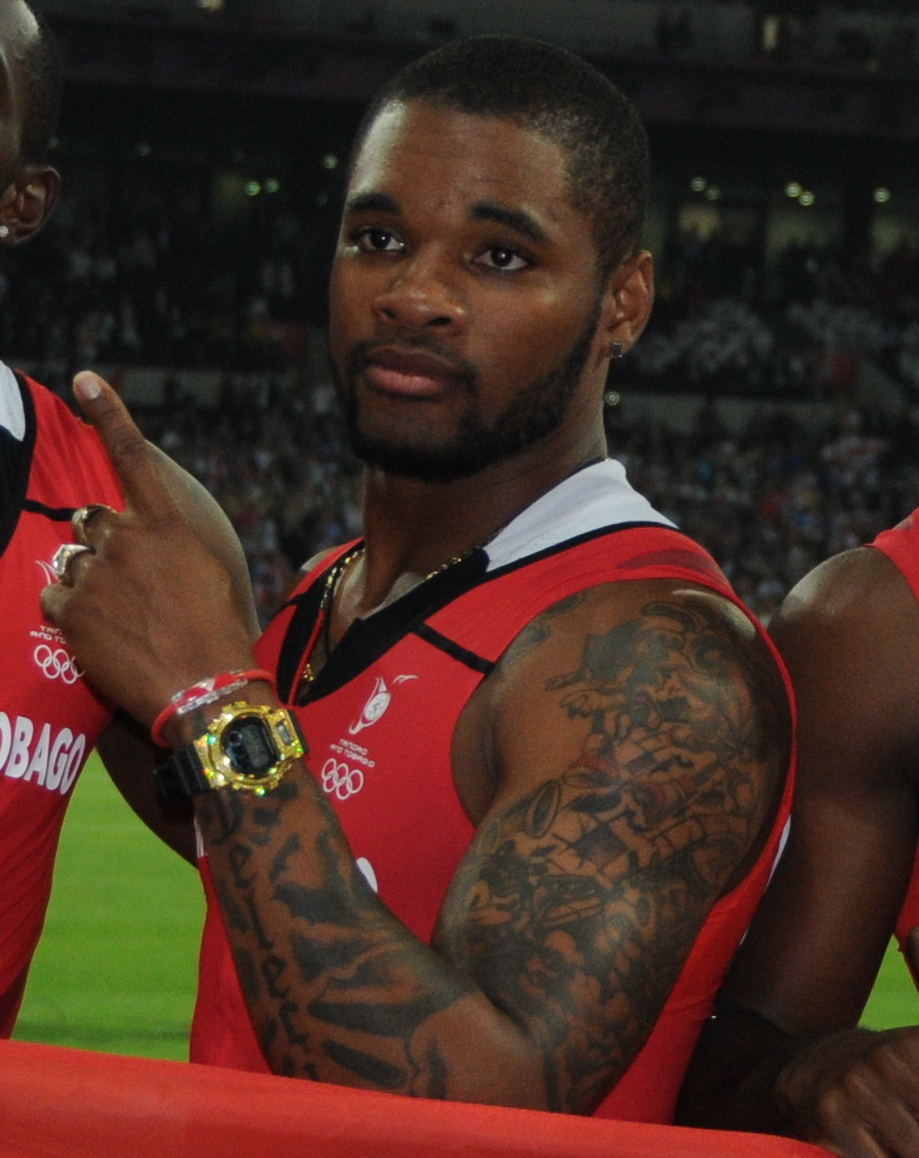
Keston Bledman – Rang fünf
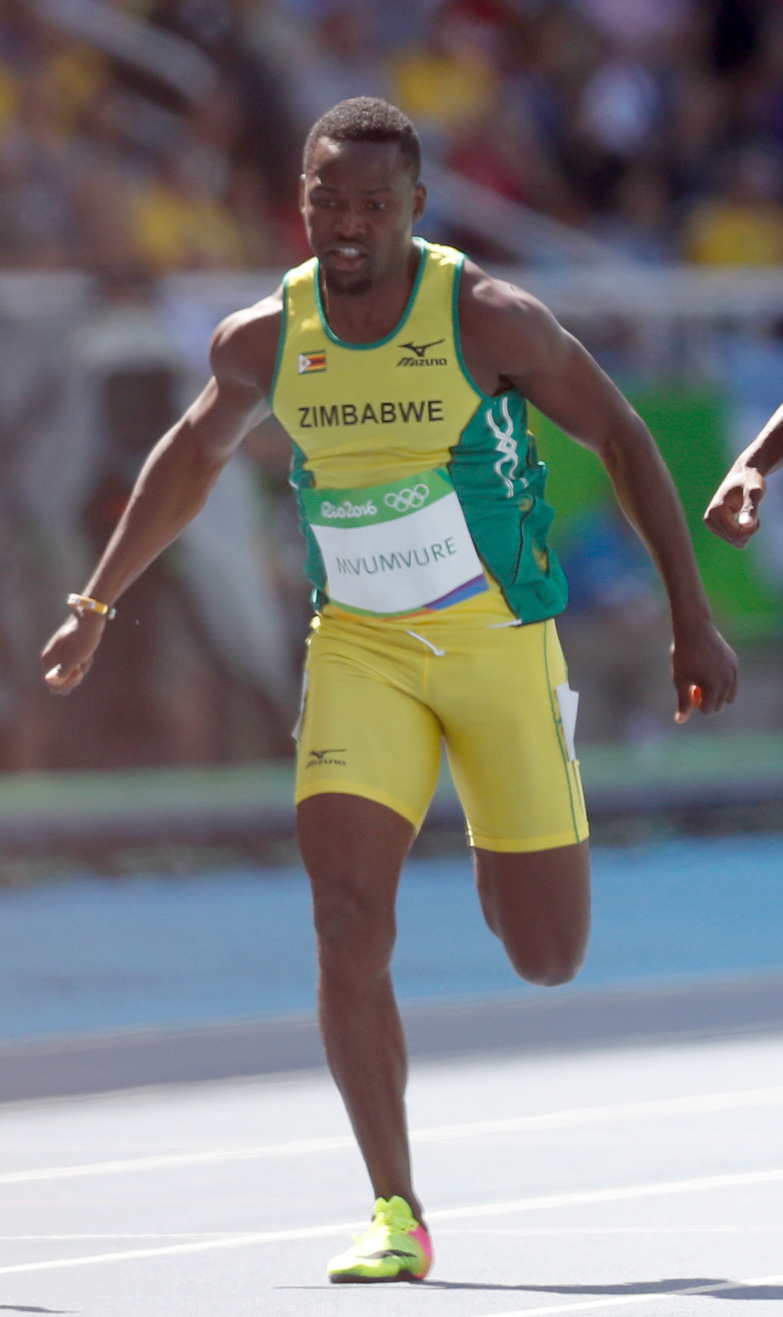
Gabriel Mvumvure – Rang sieben

### Lauf 6
13. August 2016, 12.35 Uhr
Wind: −0,8 m/s
| Platz | Name                | Nation              | Zeit    |
| ----- | ------------------- | ------------------- | ------- |
| 1     | Yohan Blake         | Jamaika             | 10,11 s |
| 2     | Jak Ali Harvey      | Türkei              | 10,14 s |
| 3     | Barakat al-Harthi   | Oman                | 10,22 s |
| 4     | Mosito Lehata       | Lesotho             | 10,25 s |
| 5     | James Ellington     | Großbritannien      | 10,29 s |
| 6     | Henricho Bruintjies | Südafrika           | 10,33 s |
| 7     | Peimeng Zhang       | Volksrepublik China | 10,36 s |
| 8     | Antoine Adams       | St. Kitts und Nevis | 10,39 s |

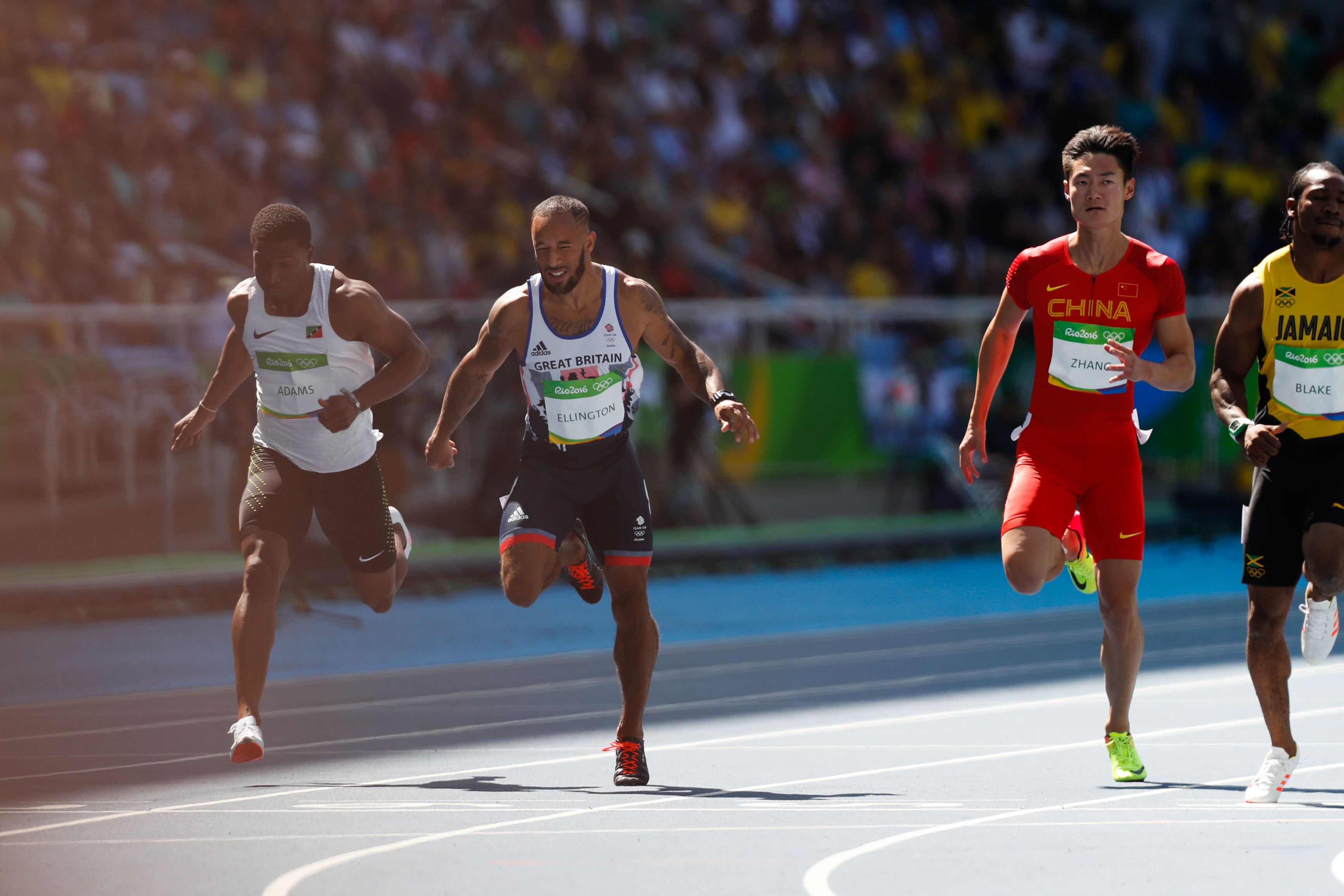
Zieleinlauf des sechsten Vorlaufs (v. l. n. r.):
Antoine Adams, James Ellington, Peimeng Zhang, Yohan Blake

Im sechsten Vorlauf ausgeschiedene Sprinter:

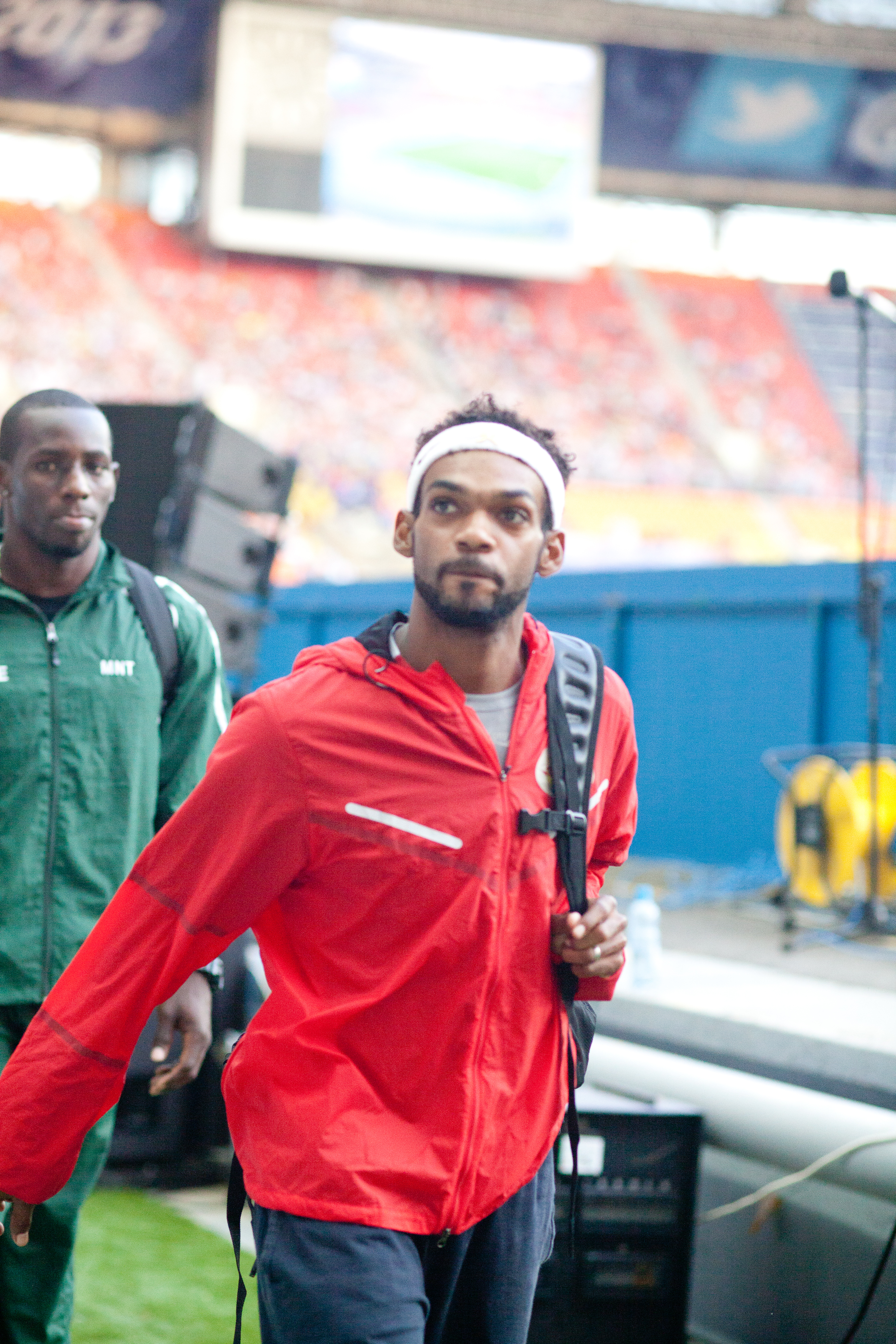
Barakat al-Harthi – Rang drei
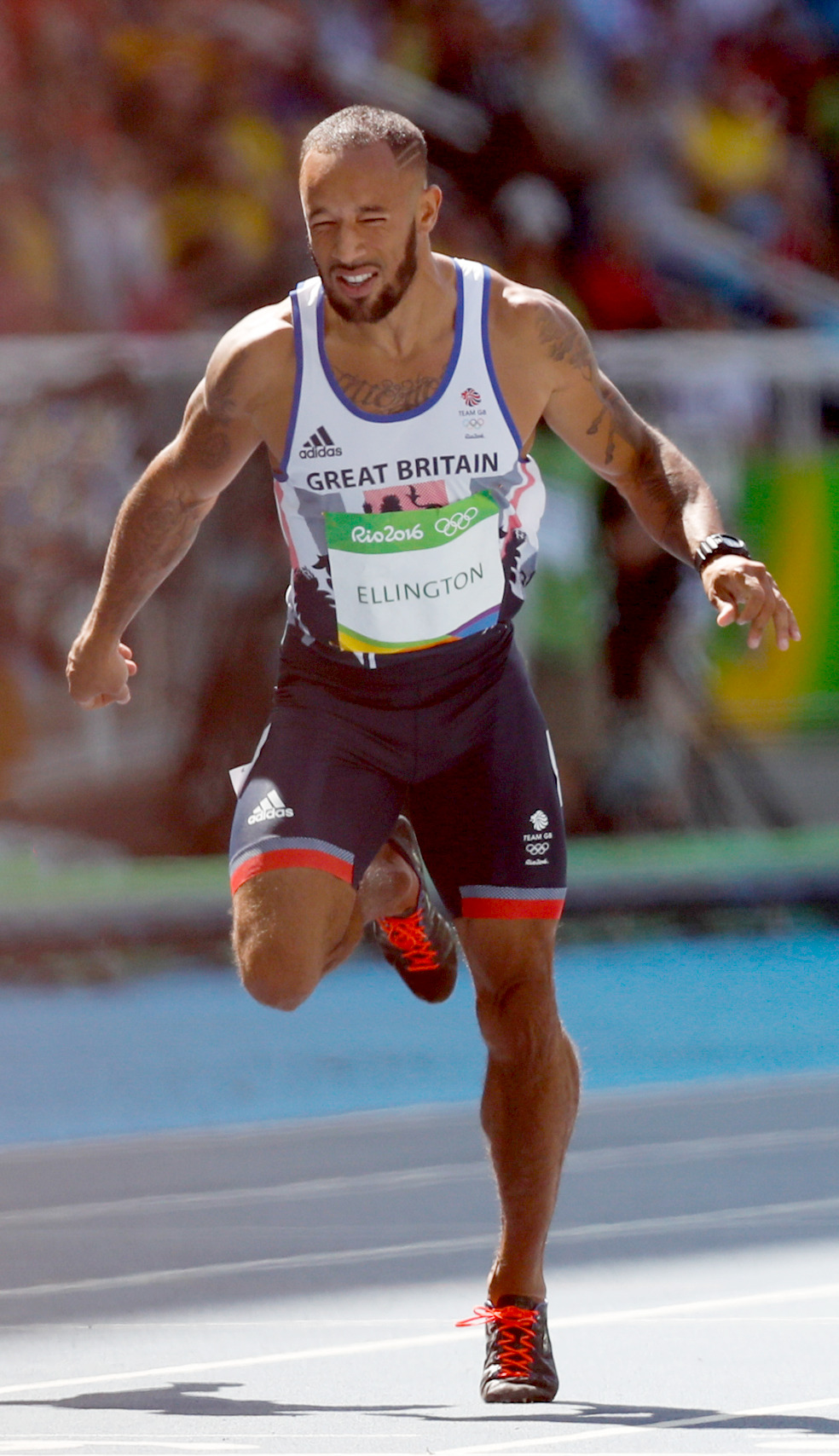
James Ellington – Rang fünf
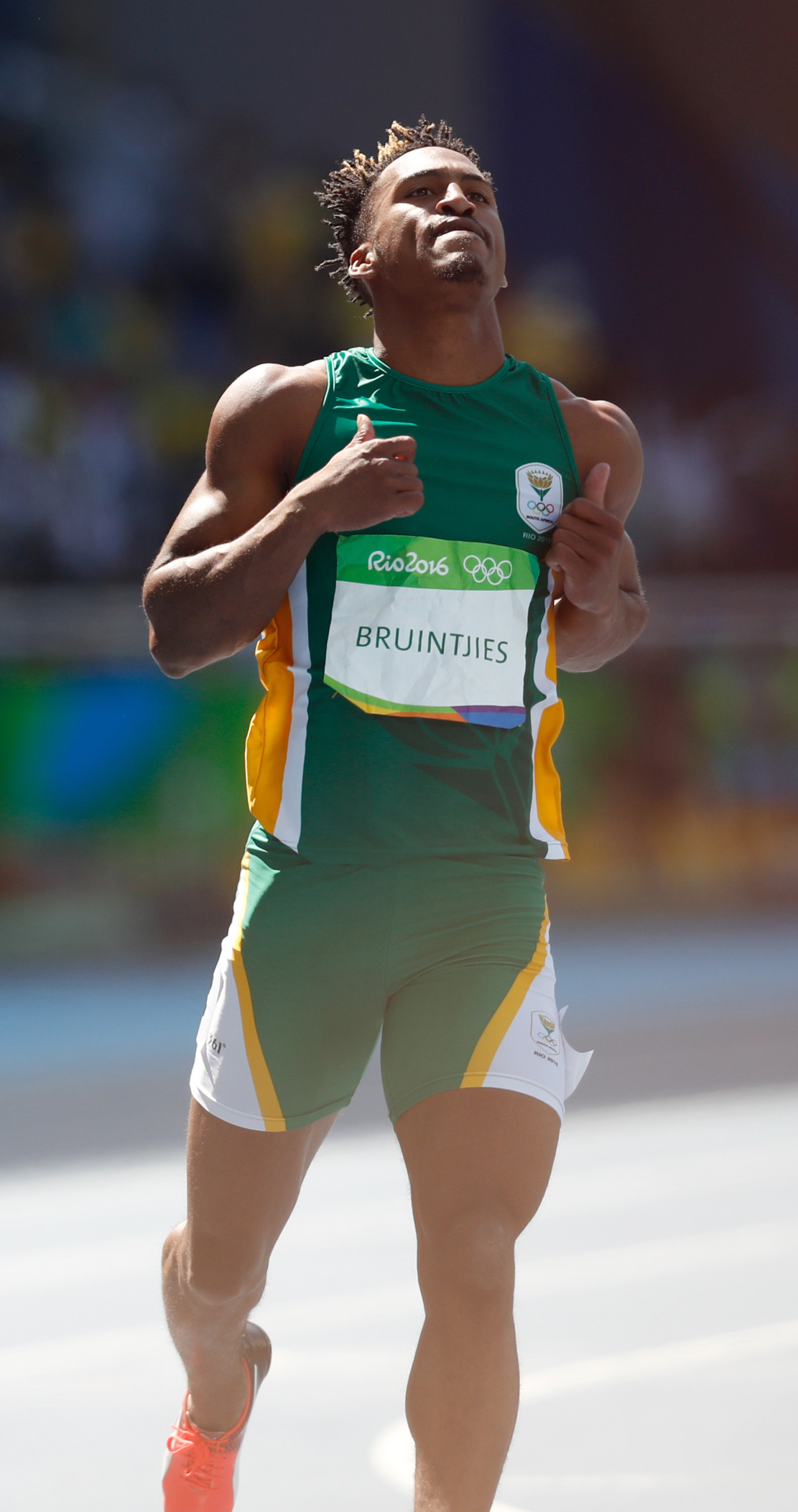
Henricho Bruintjies – Rang sechs
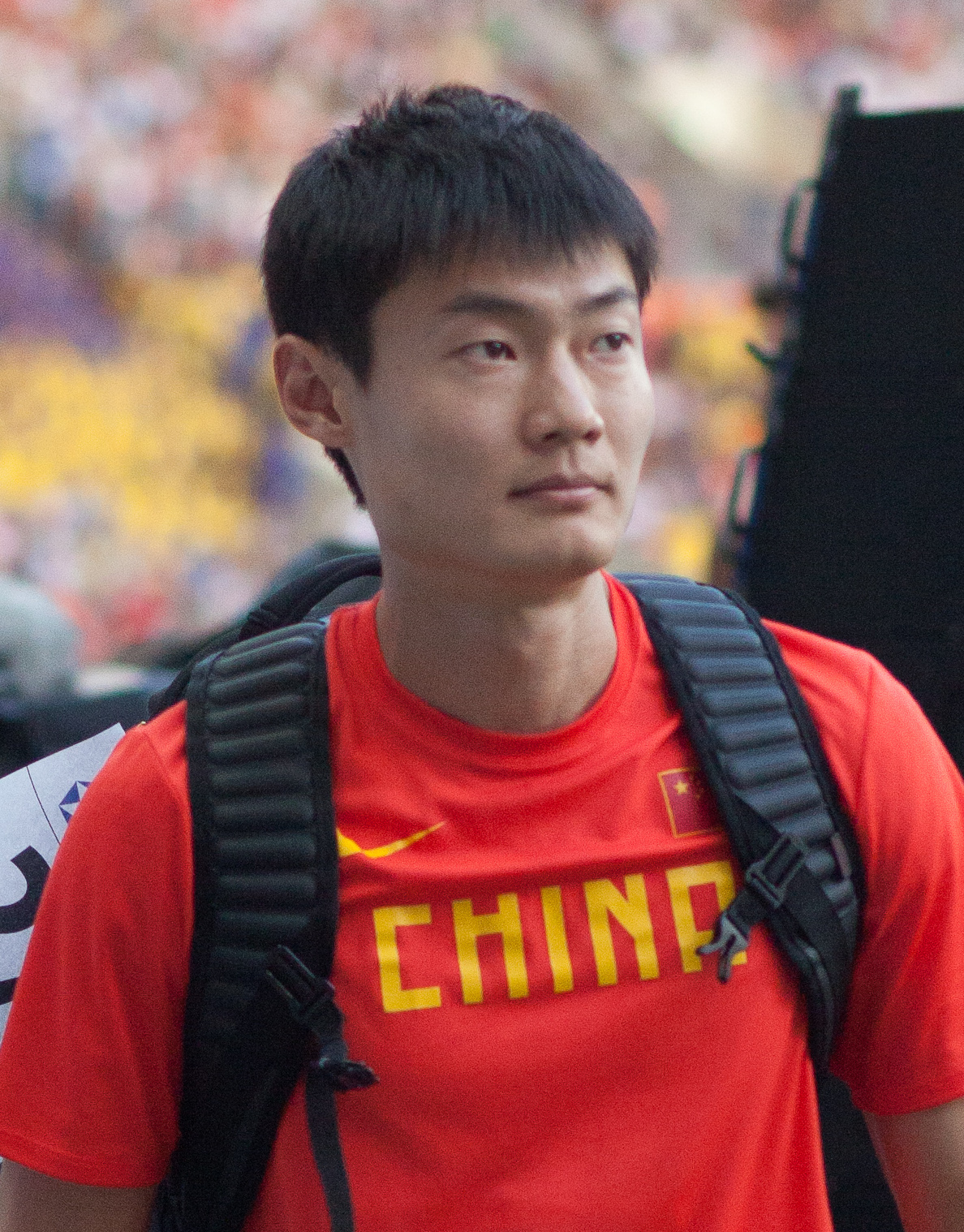
Peimeng Zhang – Rang sieben
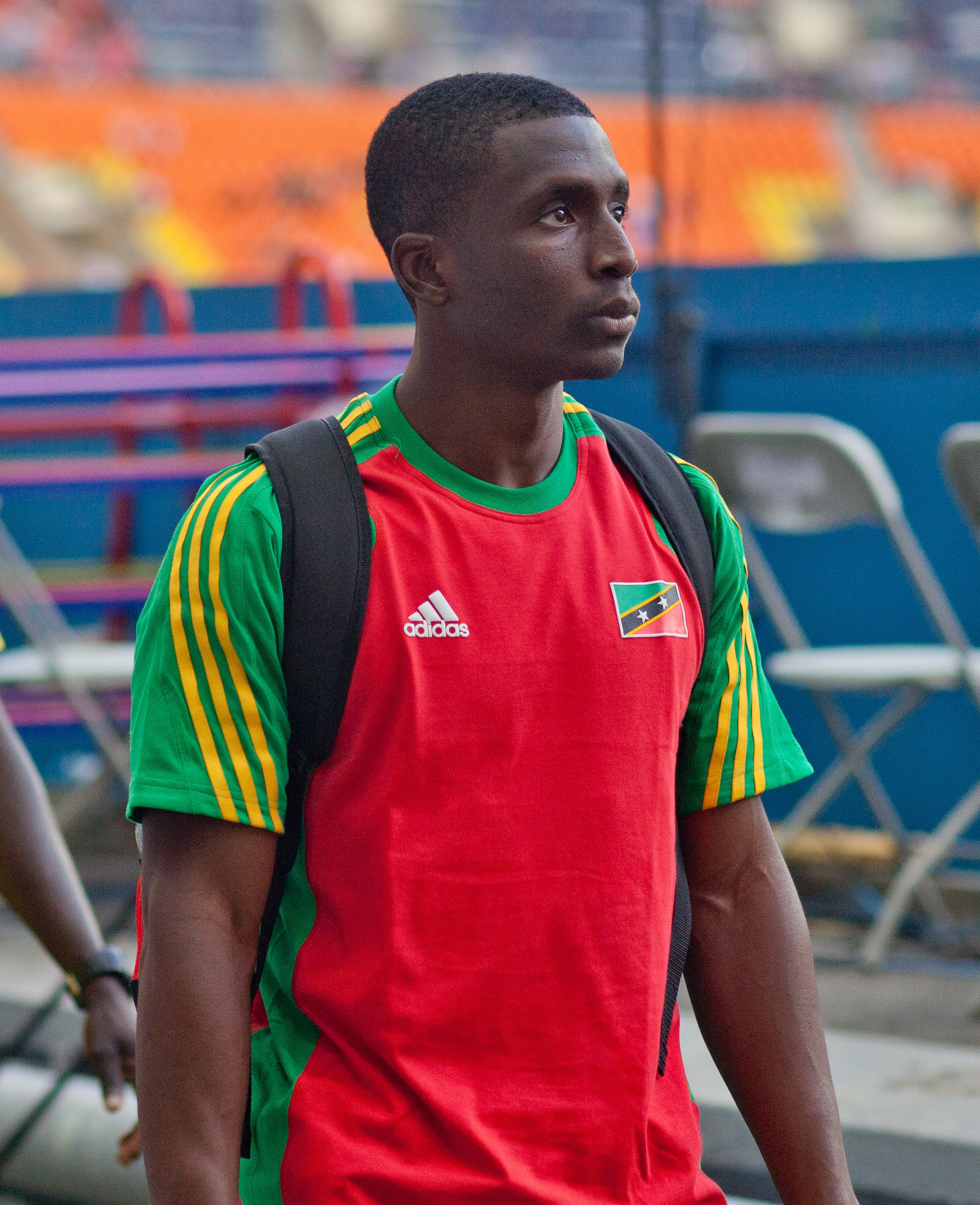
Antoine Adams – Rang acht

### Lauf 7
13. August 2016, 12.42 Uhr
Wind: −0,4 m/s
| Platz | Name                 | Nation              | Zeit    | Anmerkung |
| ----- | -------------------- | ------------------- | ------- | --------- |
| 1     | Usain Bolt           | Jamaika             | 10,07 s |           |
| 2     | Andrew Fisher        | Bahrain             | 10,12 s |           |
| 3     | James Dasaolu        | Großbritannien      | 10,18 s |           |
| 4     | Yoshihide Kiryū      | Japan               | 10,23 s |           |
| 5     | Shavez Hart          | Bahamas             | 10,28 s | SB        |
| 6     | Richard Thompson     | Trinidad und Tobago | 10,29 s |           |
| 7     | Jahvid Best          | St. Lucia           | 10,39 s |           |
| 8     | Jurgen Themen        | Suriname            | 10,47 s |           |
| 9     | Timothee Yap Jin Wei | Singapur            | 10,79 s |           |

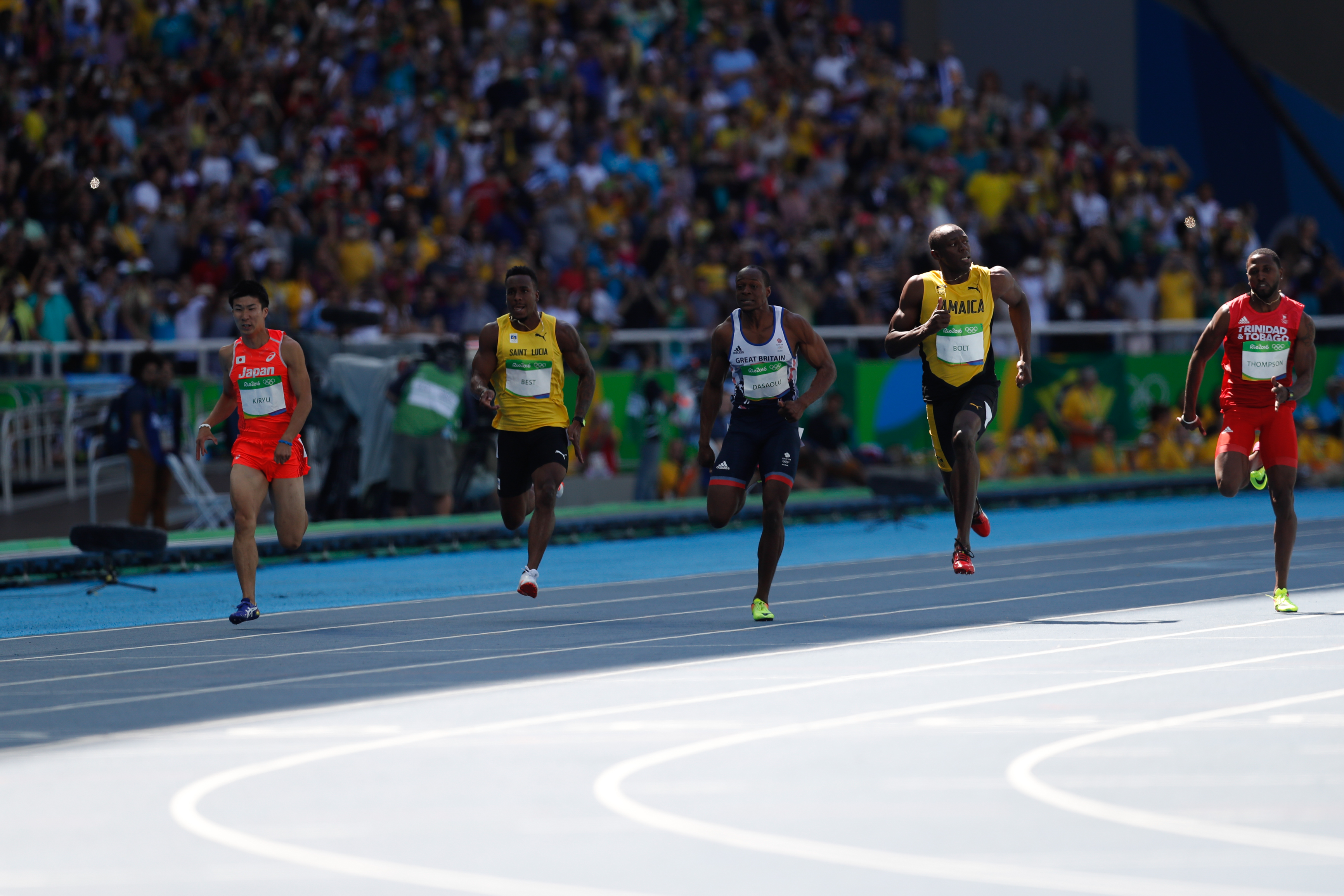
Zieleinlauf des siebten Vorlaufs (v. l. n. r.):
Yoshihide Kiryū, Jahvid Best, James Dasaolu, Usain Bolt, Richard Thompson

Im siebten Vorlauf ausgeschiedene Sprinter:

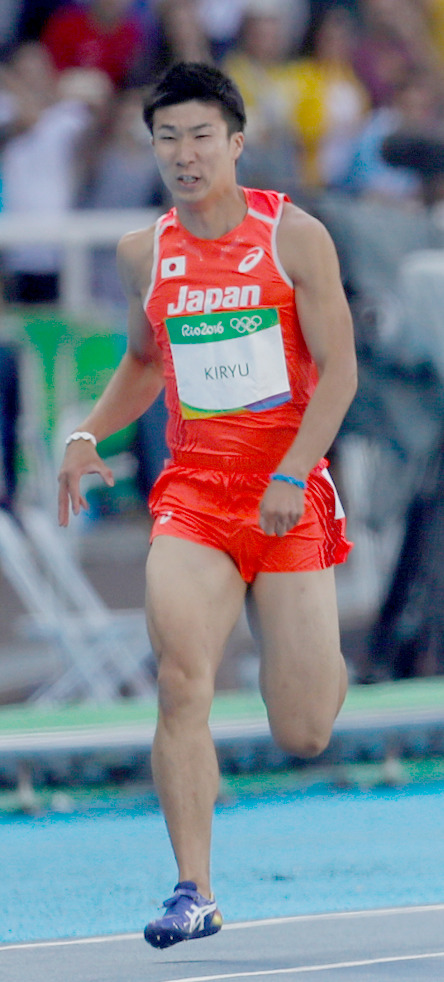
Yoshihide Kiryū – Rang vier
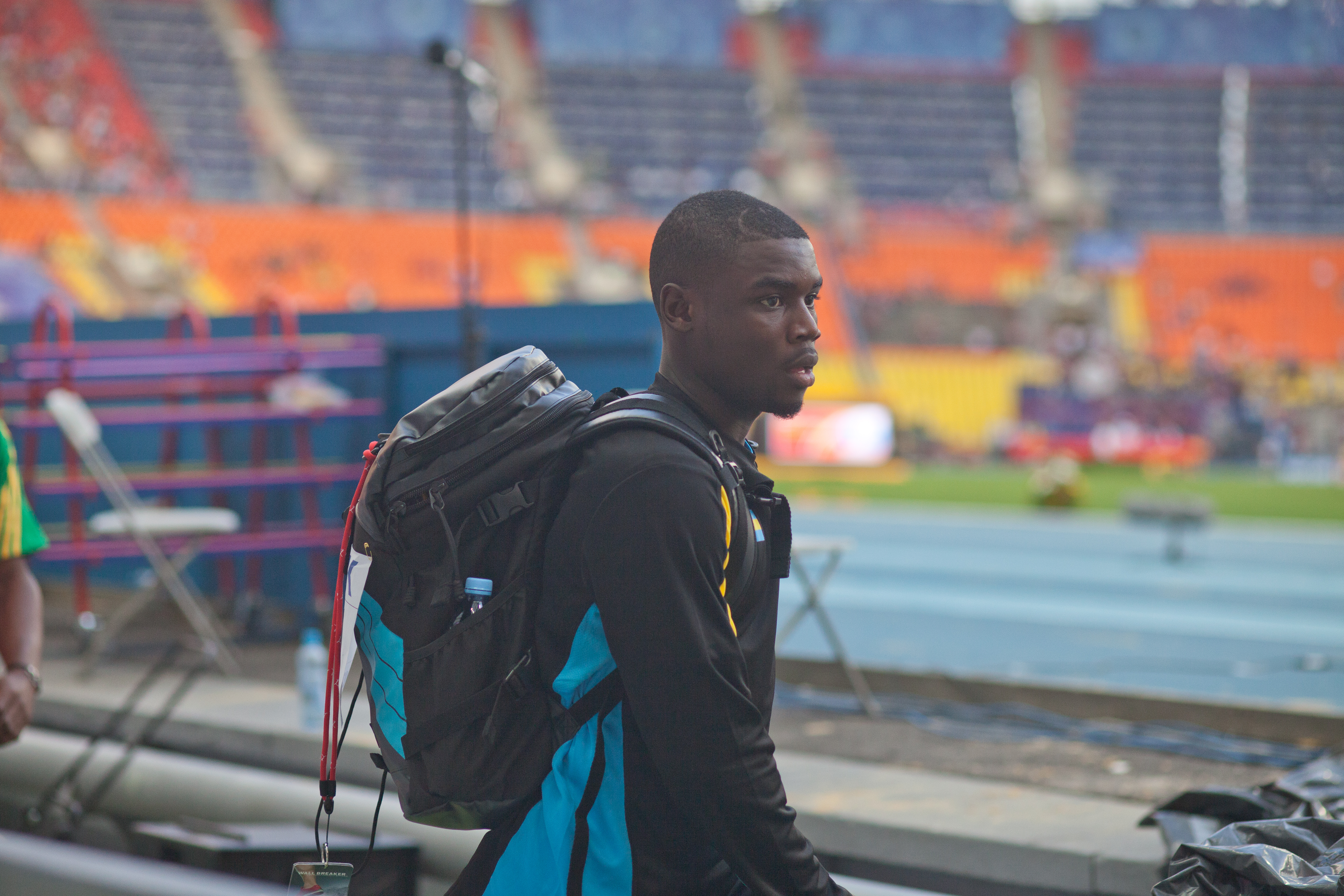
Shavez Hart – Rang fünf
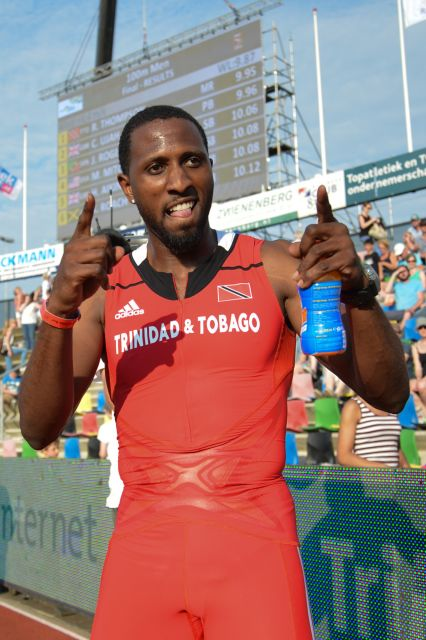
Richard Thompson – Rang sechs

### Lauf 8
13. August 2016, 12.49 Uhr
Wind: −1,3 m/s
| Platz | Name                  | Nation              | Zeit    |
| ----- | --------------------- | ------------------- | ------- |
| 1     | Akani Simbine         | Südafrika           | 10,14 s |
| 2     | Ryōta Yamagata        | Japan               | 10,20 s |
| 3     | Aaron Brown           | Kanada              | 10,24 s |
| 4     | Ramon Gittens         | Barbados            | 10,25 s |
| 5     | Solomon Bockarie      | Niederlande         | 10,36 s |
| 6     | Vitor Hugo dos Santos | Brasilien           | 10,36 s |
| 7     | Kim Kuk-young         | Südkorea            | 10,37 s |
| 8     | Brijesh Lawrence      | St. Kitts und Nevis | 10,55 s |
| 9     | Mohammed Abukhousa    | Palästina           | 10,89 s |

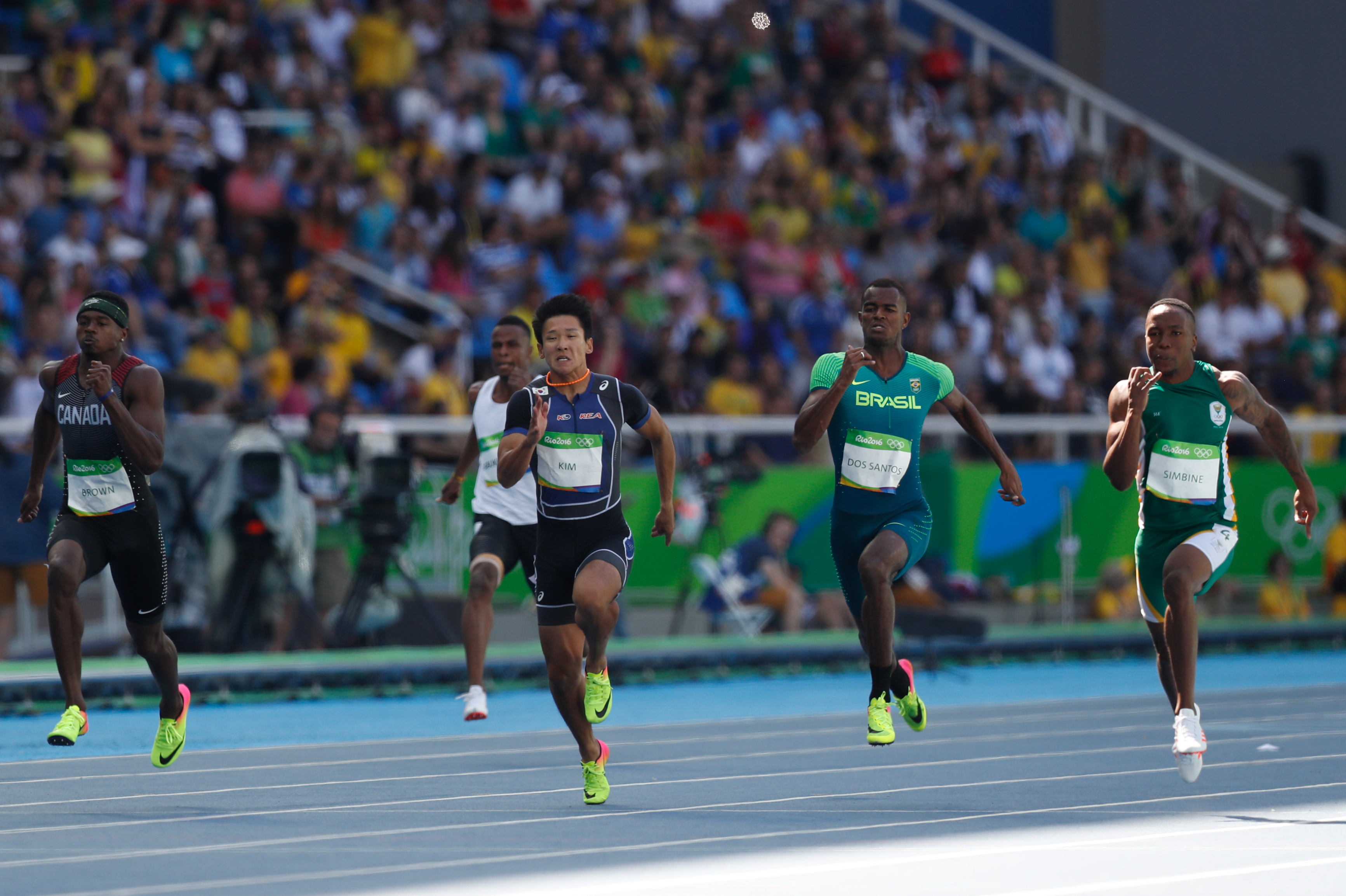
Zieleinlauf des achten Vorlaufs (v. l. n. r.):
Aaron Brown, Kim Kuk-young, Mohammed Abukhousa, Vitor Hugo dos Santos, Akani Simbine

Im achten Vorlauf ausgeschiedene Sprinter:

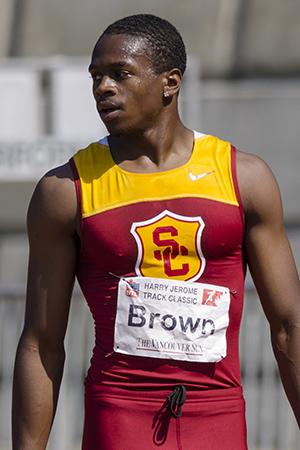
Aaron Brown – Rang drei
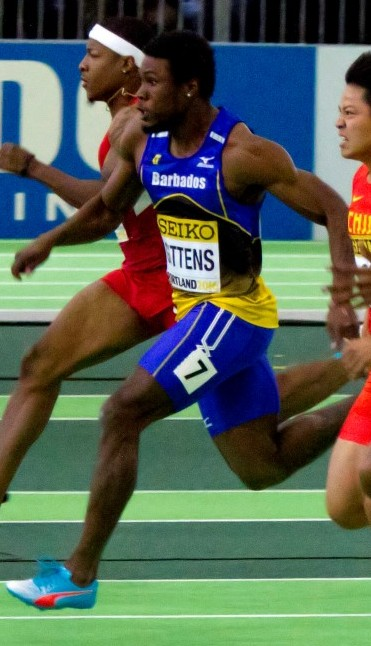
Ramon Gittens – Rang vier
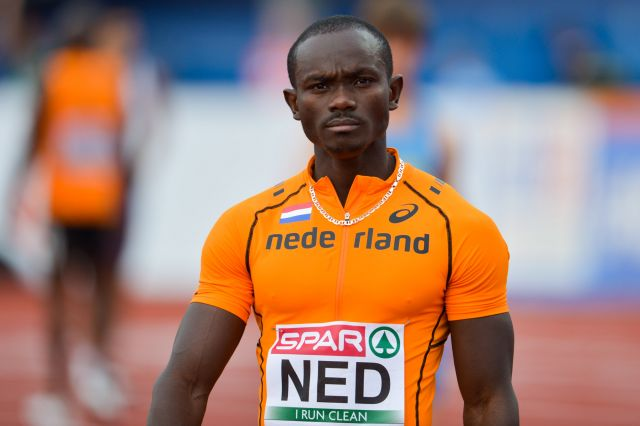
Solomon Bockarie – Rang fünf
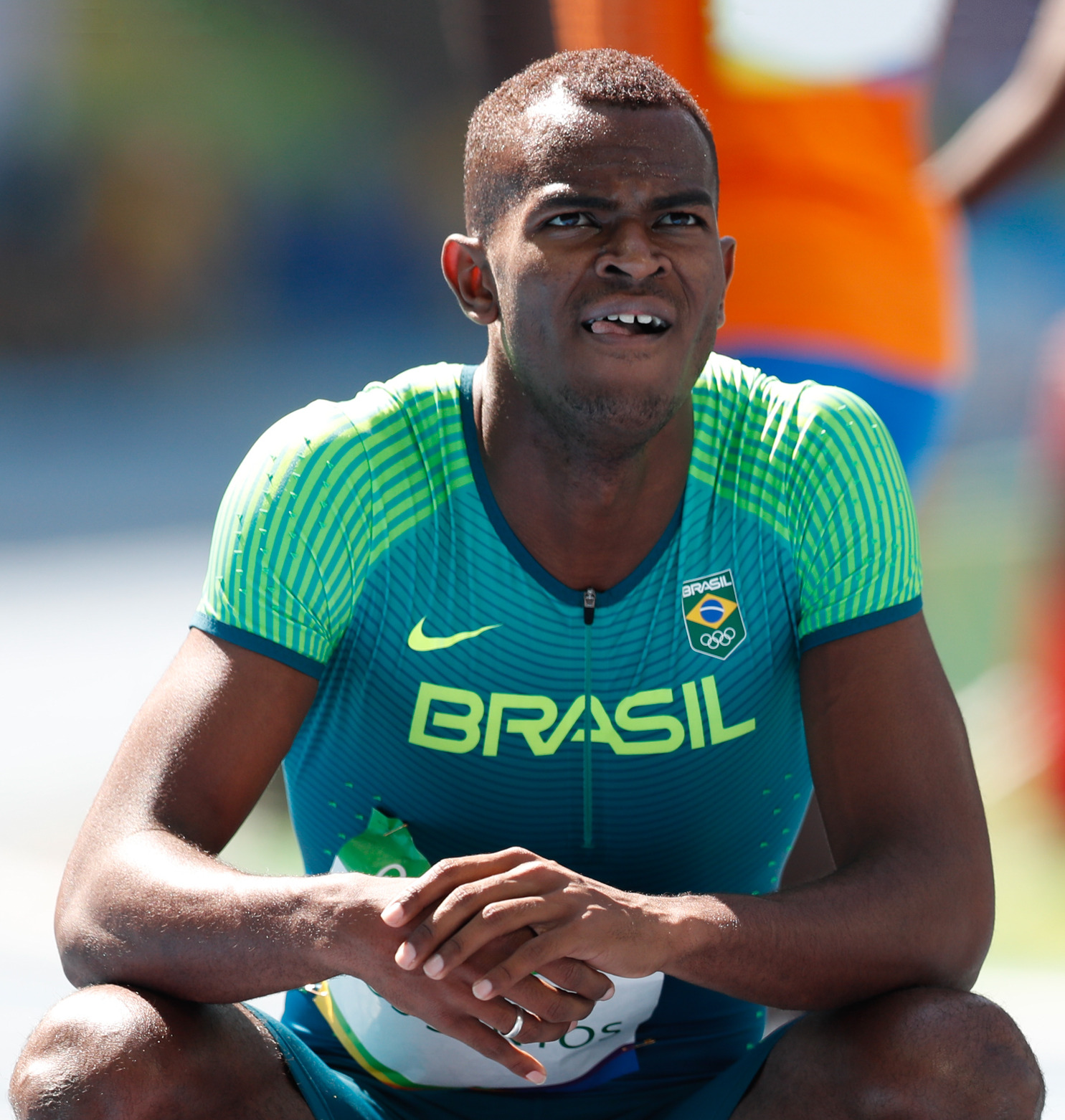
Vitor Hugo dos Santos – Rang sechs
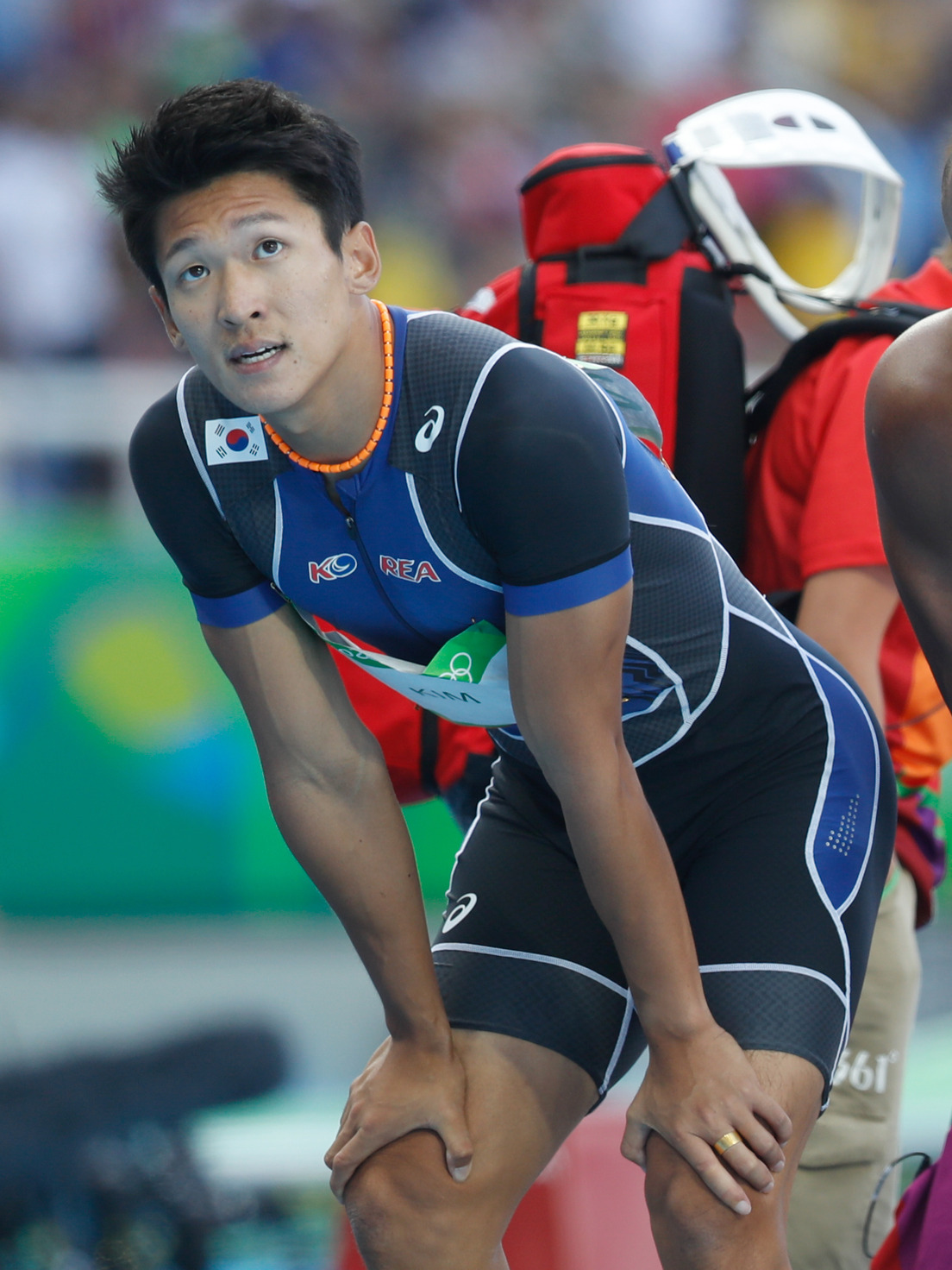
Kim Kuk-young – Rang sieben
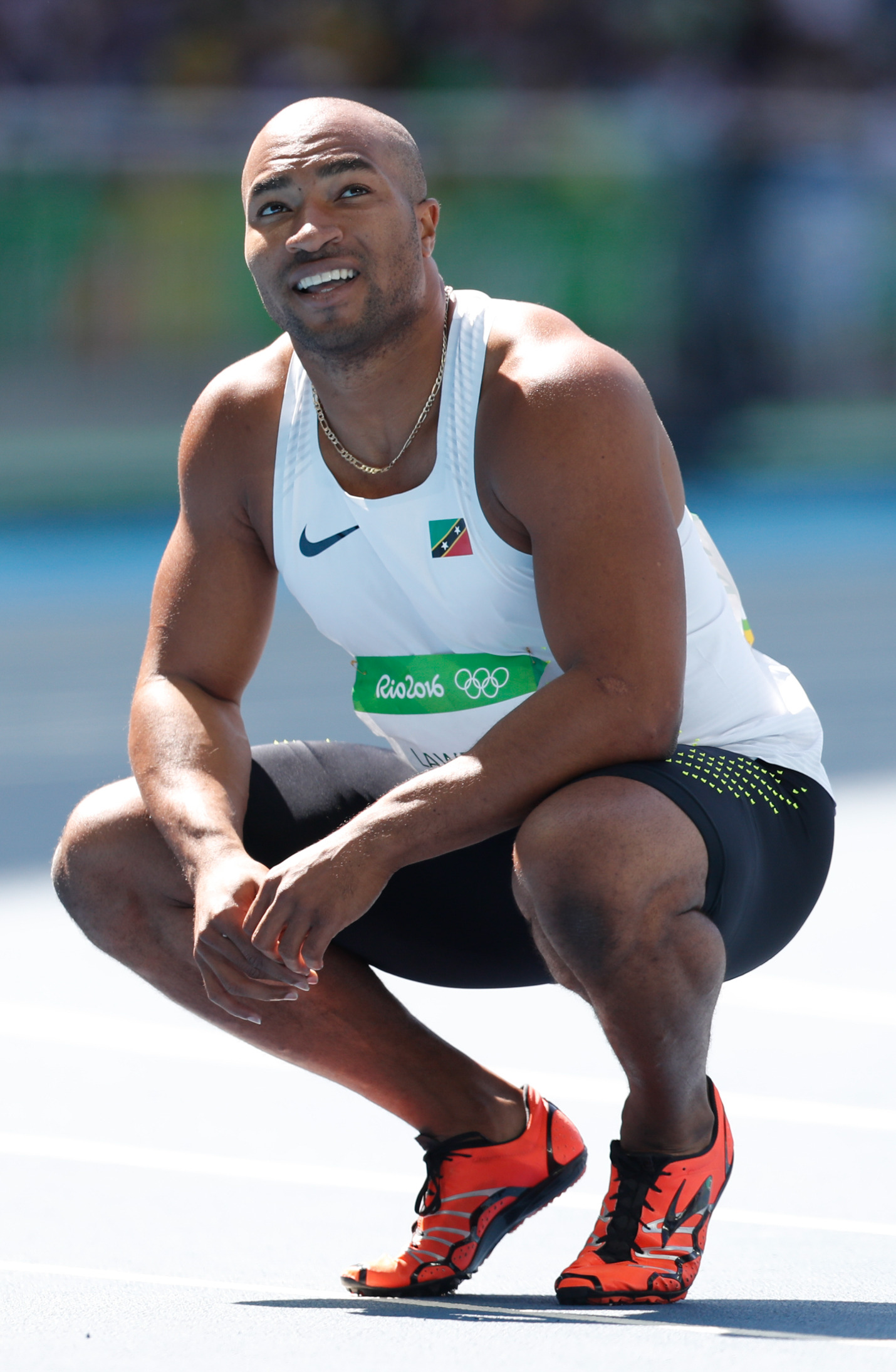
Brijesh Lawrence – Rang acht
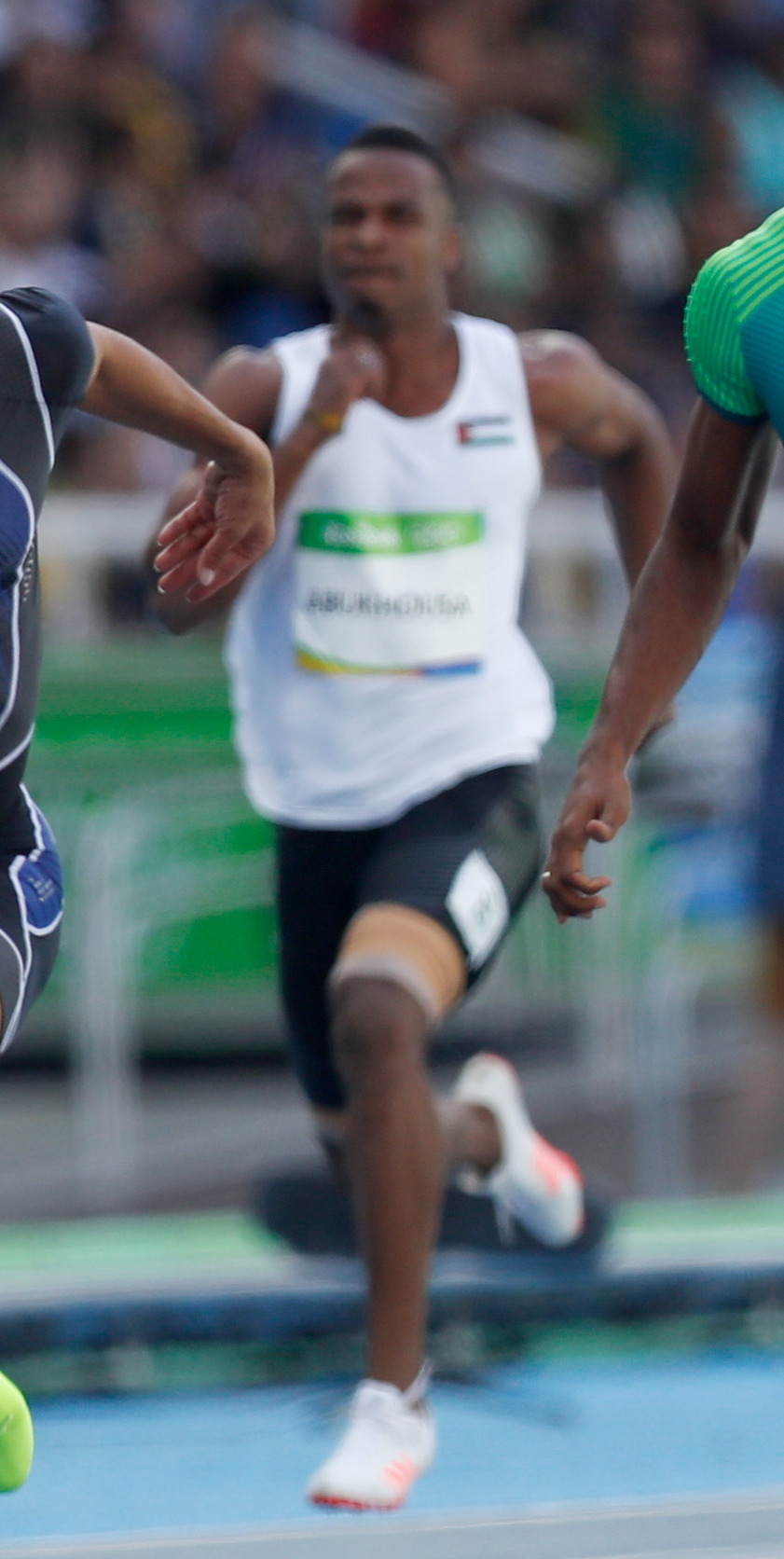
Mohammed Abukhousa – Rang neun

## Halbfinale
In den drei Halbfinalläufen qualifizierten sich die jeweils ersten zwei Athleten für das Finale (hellblau unterlegt). Darüber hinaus kamen die zwei Zeitschnellsten, die sogenannten Lucky Loser (hellgrün unterlegt), weiter.

### Lauf 1
14. August 2016, 21.00 Uhr
Wind: +0,2 m/s
| Platz | Name              | Nation              | Zeit    | Anmerkung |
| ----- | ----------------- | ------------------- | ------- | --------- |
| 1     | Jimmy Vicaut      | Frankreich          | 9,95 s  |           |
| 2     | Ben Youssef Meïté | Elfenbeinküste      | 9,97 s  | NR        |
| 3     | Akani Simbine     | Südafrika           | 9,98 s  |           |
| 4     | Jak Ali Harvey    | Türkei              | 10,03 s |           |
| 5     | Nickel Ashmeade   | Jamaika             | 10,05 s |           |
| 6     | Marvin Bracy      | USA                 | 10,08 s |           |
| 7     | Xie Zhenye        | Volksrepublik China | 10,11 s |           |
| 8     | Hassan Taftian    | Iran                | 10,23 s |           |

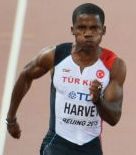
Jak Ali Harvey – ausgeschieden als Vierter des ersten Halbfinals

Weitere im ersten Halbfinale ausgeschiedene Sprinter:

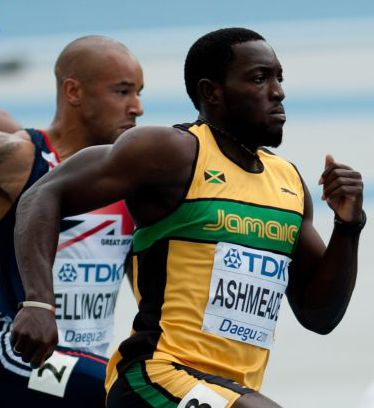
Nickel Ashmeade – Rang fünf
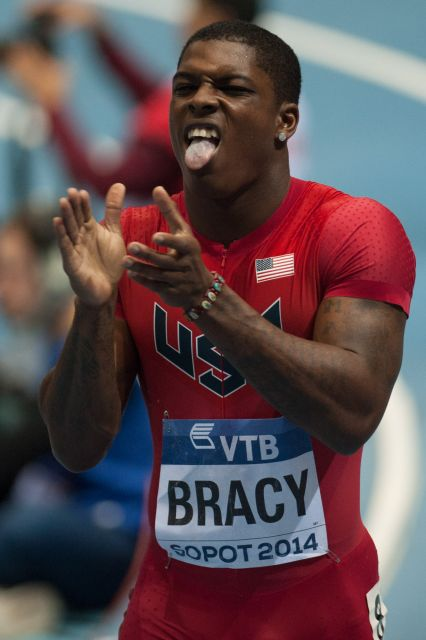
Marvin Bracy – Rang sechs
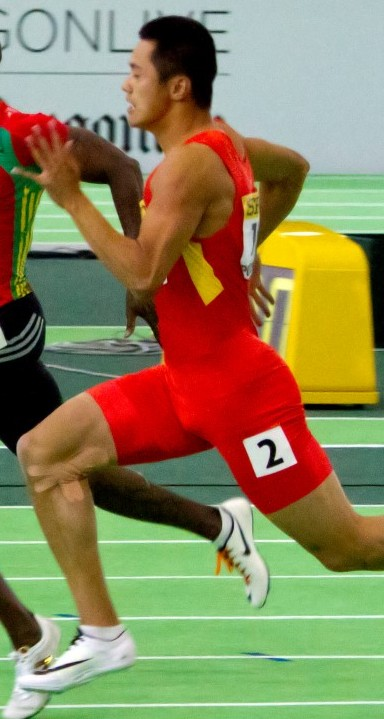
Xie Zhenye – Rang sieben
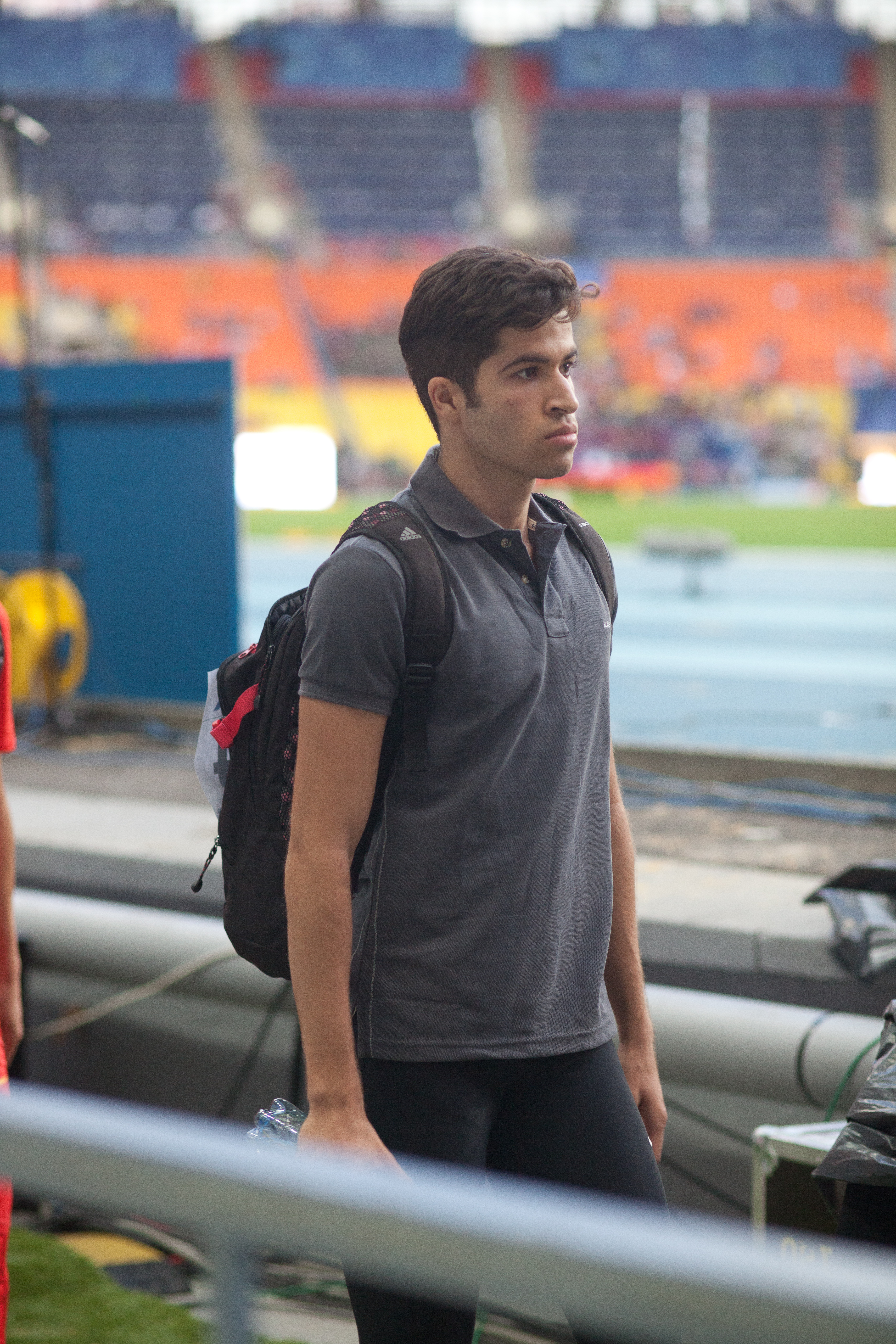
Hassan Taftian – Rang acht

### Lauf 2
14. August 2016, 21.07 Uhr
Wind: +0,2 m/s
| Platz | Name            | Nation              | Zeit    | Anmerkung                                         |
| ----- | --------------- | ------------------- | ------- | ------------------------------------------------- |
| 1     | Usain Bolt      | Jamaika             | 9,86 s  |                                                   |
| 2     | Andre De Grasse | Kanada              | 9,92 s  |                                                   |
| 3     | Trayvon Bromell | USA                 | 10,01 s |                                                   |
| 4     | Chijindu Ujah   | Großbritannien      | 10,01 s |                                                   |
| 5     | Ryōta Yamagata  | Japan               | 10,05 s |                                                   |
| 6     | Kim Collins     | St. Kitts und Nevis | 10,12 s |                                                   |
| 7     | Cejhae Greene   | Antigua und Barbuda | 10,13 s |                                                   |
| DSQ   | Andrew Fisher   | Bahrain             |         | Weltleichtathletikverband Regel 162.7 – Fehlstart |

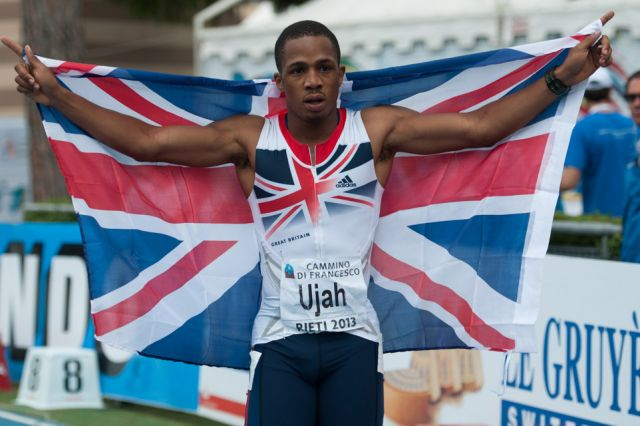
Chijindu Ujah – ausgeschieden als Vierter des zweiten Halbfinals

Weitere im zweiten Halbfinale ausgeschiedene Sprinter:

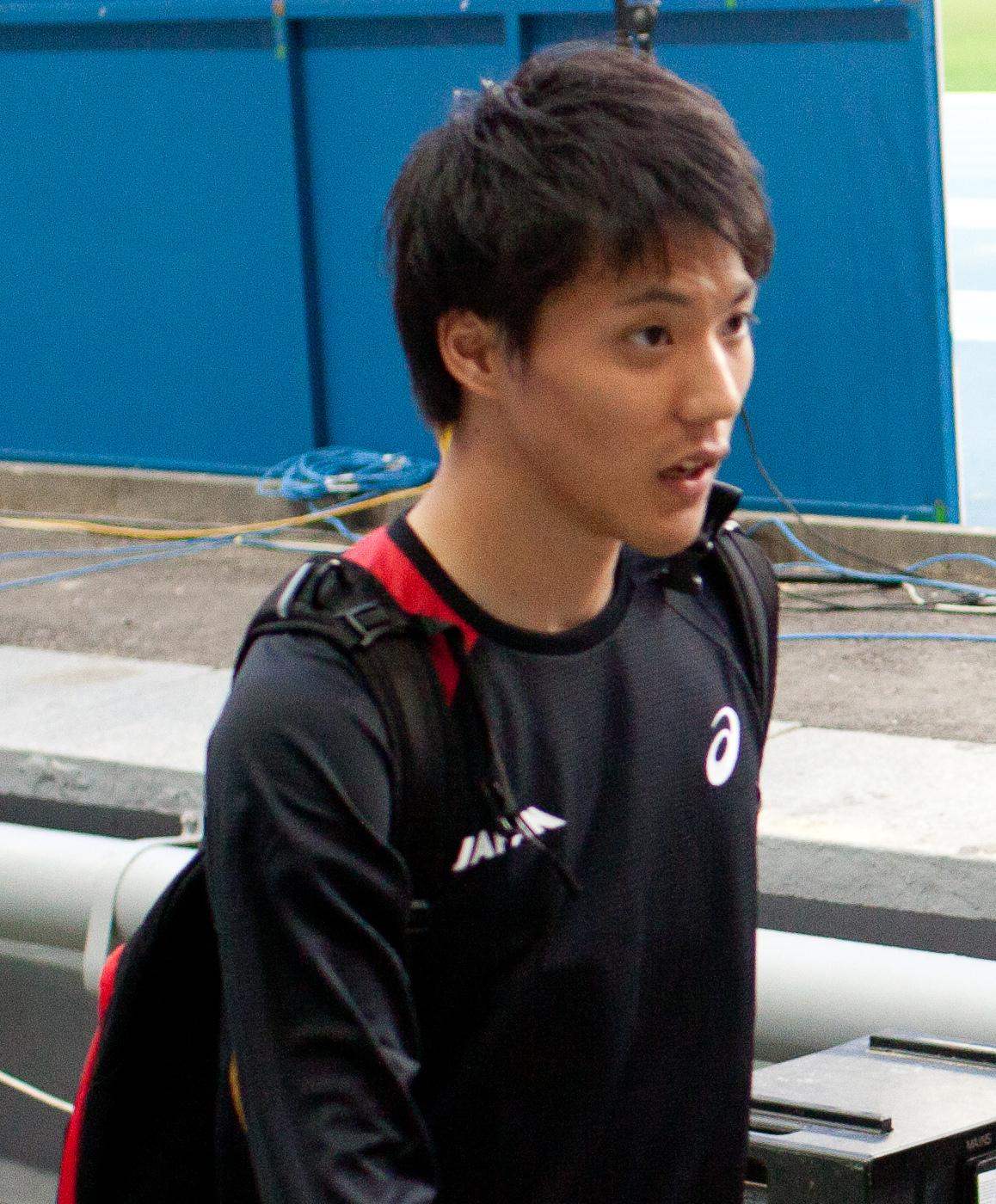
Ryōta Yamagata – Rang fünf
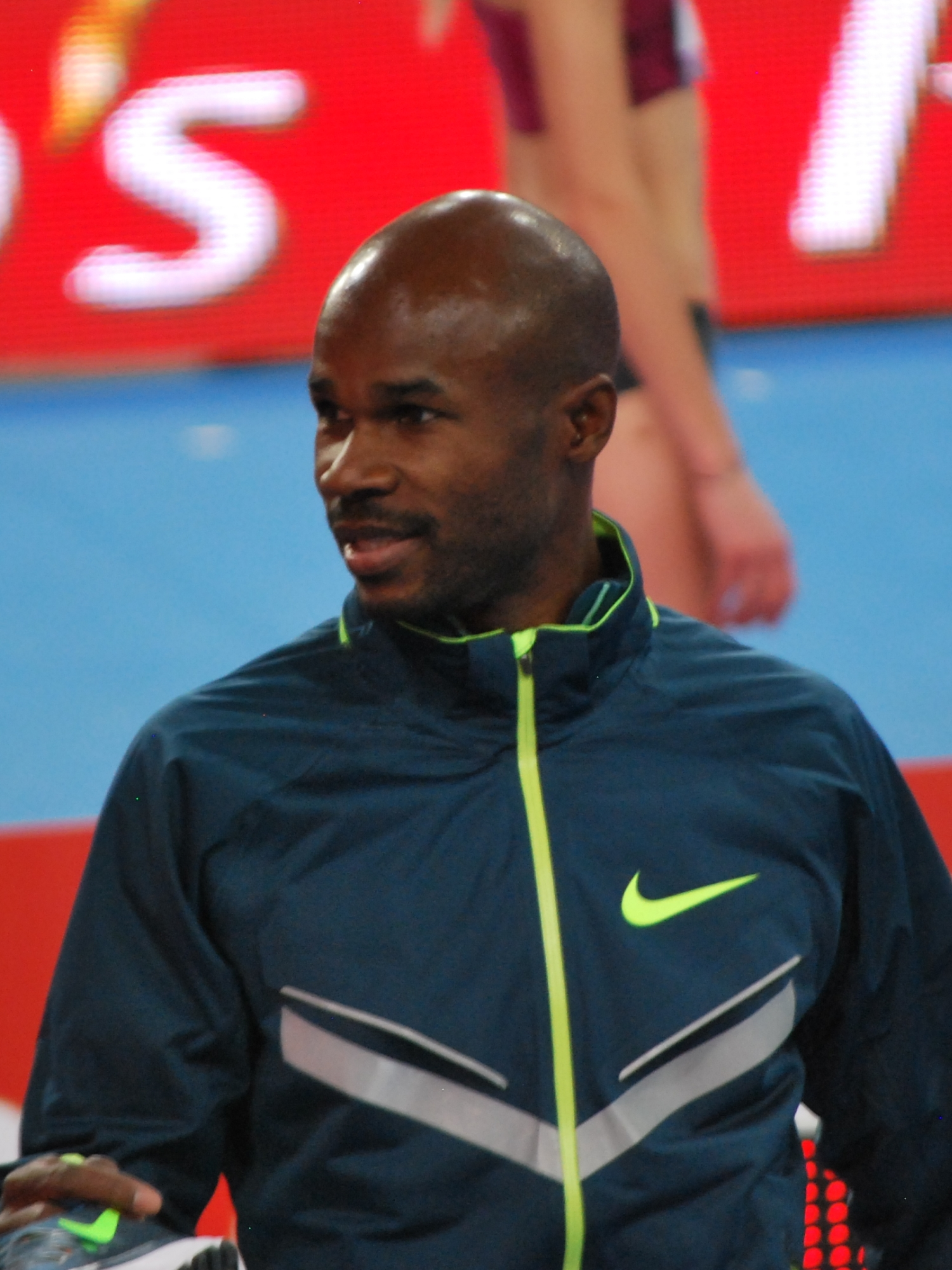
Kim Collins – Rang sechs
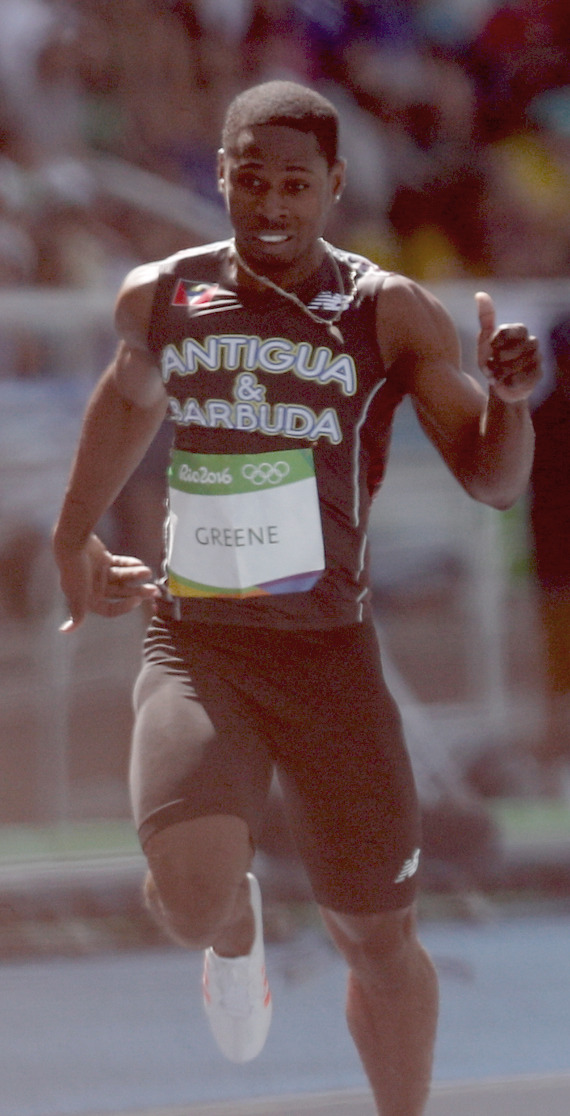
Cejhae Greene – Rang sieben

### Lauf 3
14. August 2016, 21.14 Uhr
Wind: ±0,0 m/s
| Platz | Name                | Nation              | Zeit    |
| ----- | ------------------- | ------------------- | ------- |
| 1     | Justin Gatlin       | USA                 | 9,94 s  |
| 2     | Yohan Blake         | Jamaika             | 10,01 s |
| 3     | Christophe Lemaitre | Frankreich          | 10,07 s |
| 4     | Su Bingtian         | Volksrepublik China | 10,08 s |
| 5     | Kemarley Brown      | BRN                 | 10,13 s |
| 6     | James Dasaolu       | Großbritannien      | 10,16 s |
| 7     | Asuka Cambridge     | Japan               | 10,17 s |
| DNS   | Daniel Bailey       | Antigua und Barbuda |         |

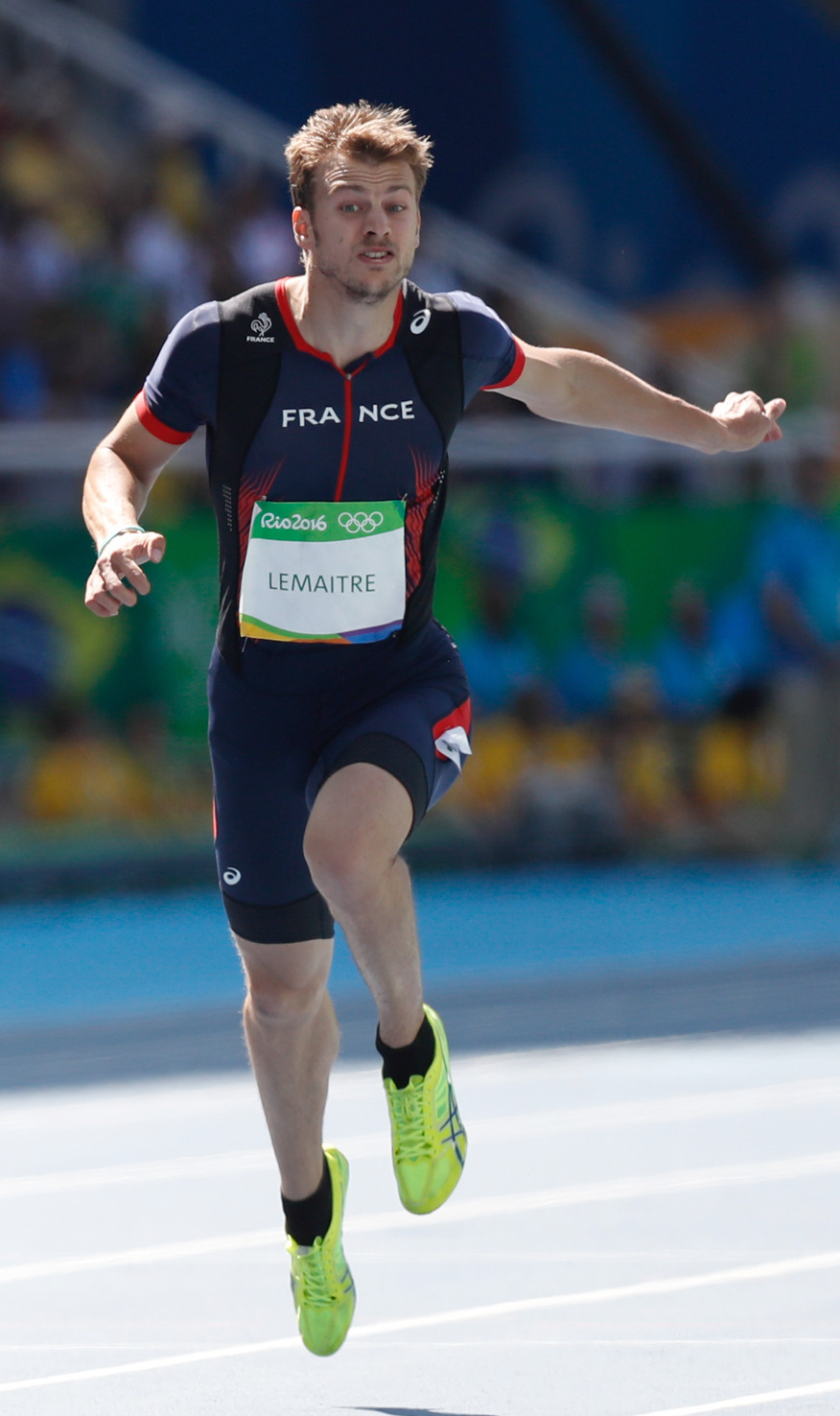
Christophe Lemaitre – ausgeschieden als Dritter des dritten Halbfinals

Weitere im dritten Halbfinale ausgeschiedene Sprinter:

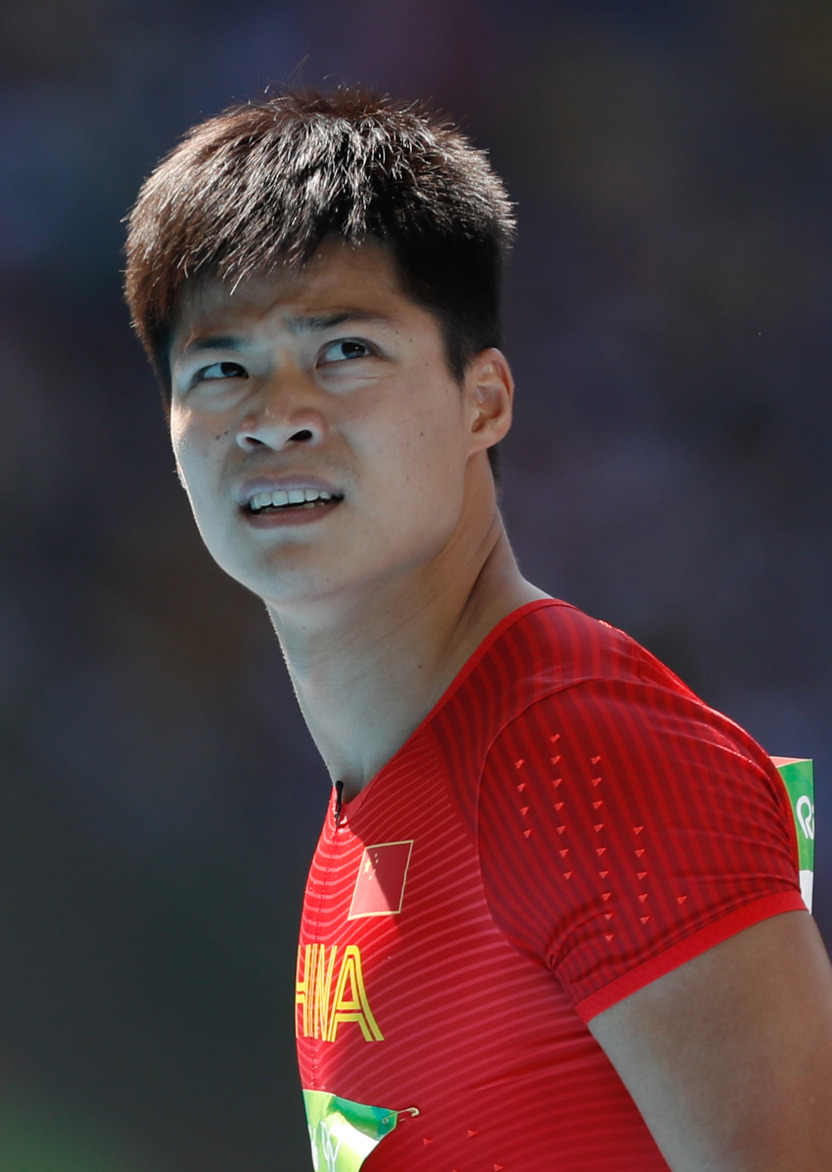
Su Bingtian – Rang vier
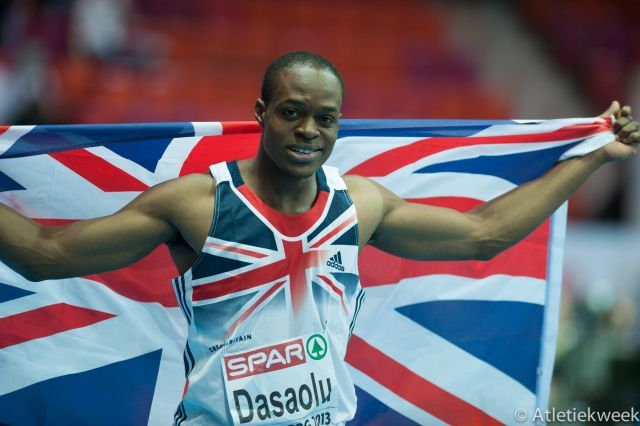
James Dasaolu – Rang sechs
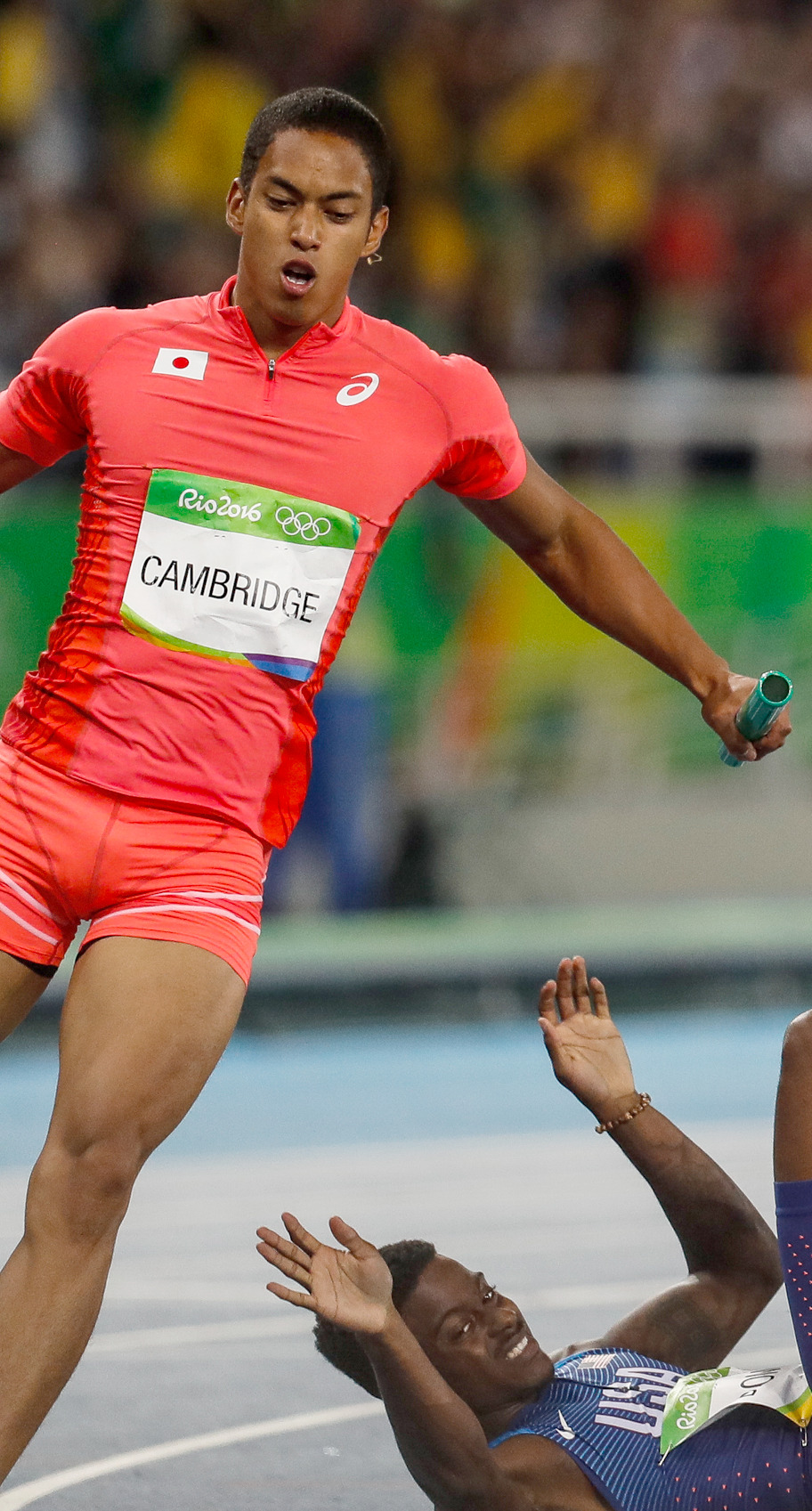
Asuka Cambridge – Rang sieben
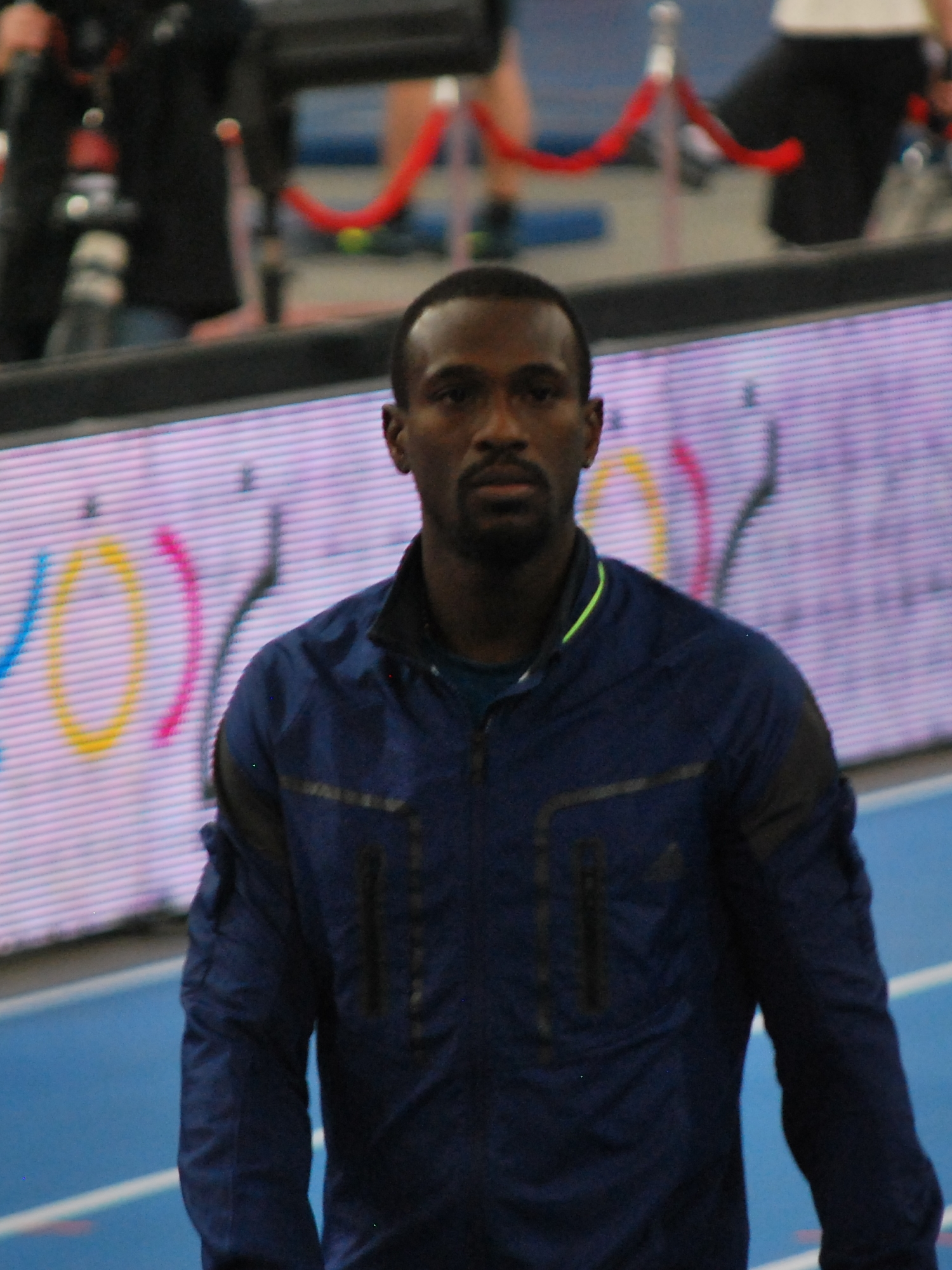
Daniel Bailey trat nicht an

## Finale
14. August 2016, 22.25 Uhr
Wind: +0,2 m/s
| Platz | Name              | Nation         | Zeit    |
| ----- | ----------------- | -------------- | ------- |
| 1     | Usain Bolt        | Jamaika        | 9,81 s  |
| 2     | Justin Gatlin     | USA            | 9,89 s  |
| 3     | Andre De Grasse   | Kanada         | 9,91 s  |
| 4     | Yohan Blake       | Jamaika        | 9,93 s  |
| 5     | Akani Simbine     | Südafrika      | 9,94 s  |
| 6     | Ben Youssef Meïté | Elfenbeinküste | 9,96 s  |
| 7     | Jimmy Vicaut      | Frankreich     | 10,04 s |
| 8     | Trayvon Bromell   | USA            | 10,06 s |

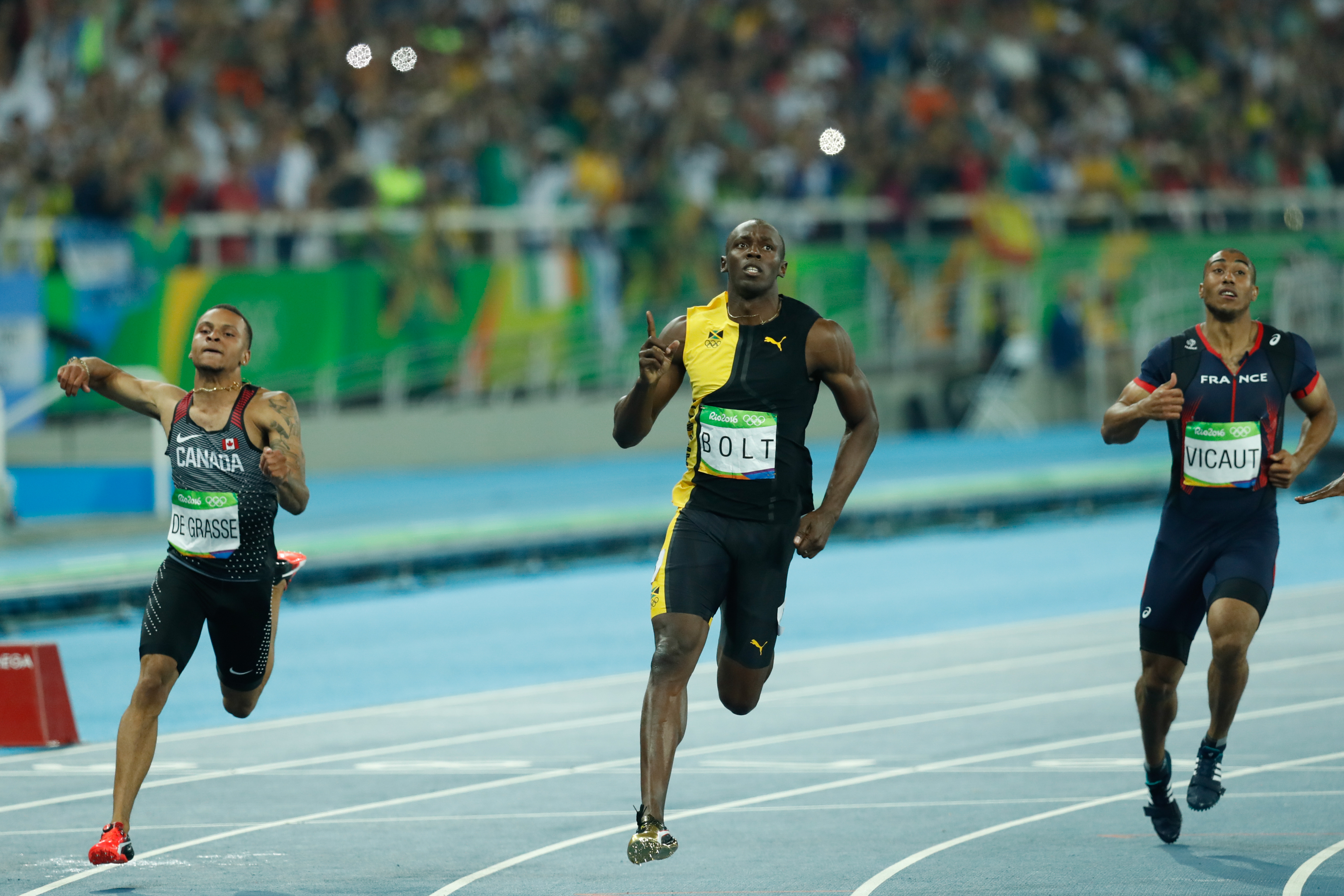
Teilausschnitt des Zieleinlaufs mit dem Sieger Usain Bolt (Mitte), Akani Simbine (rechts, Rang fünf) und dem achtplatzierten Trayvon Bromell (links)

Für das Finale hatten sich je zwei Jamaikaner und US-Athleten sowie je ein Teilnehmer von der Elfenbeinküste, aus Frankreich, Kanada und Südafrika qualifiziert.
Topfavorit Usain Bolt erwischte einen relativ schwachen Start und konnte erst dreißig Meter vor dem Ziel an dem US-Läufer Justin Gatlin vorbeiziehen. Auf Platz drei lag zu dem Zeitpunkt der Südafrikaner Akani Simbine, der jedoch kurz darauf vom Kanadier Andre De Grasse und von Bolts Landsmann Yohan Blake abgefangen wurde.
Usain Bolt gewann nach 2008 und 2012 seine dritte Goldmedaille in Folge über 100 Meter. Er ist der erste Sprinter, dem dies gelungen ist. Es war die bislang sechste Goldmedaille für den Jamaikaner. Und da standen ja noch zwei Wettbewerbe für ihn aus bei diesen Spielen, durch die er sein Medaillenkonto noch deutlich weiter ausbauen sollte.
Justin Gatlin war mit 34 Jahren der älteste Finalist über 100 Meter bei Olympischen Spielen.

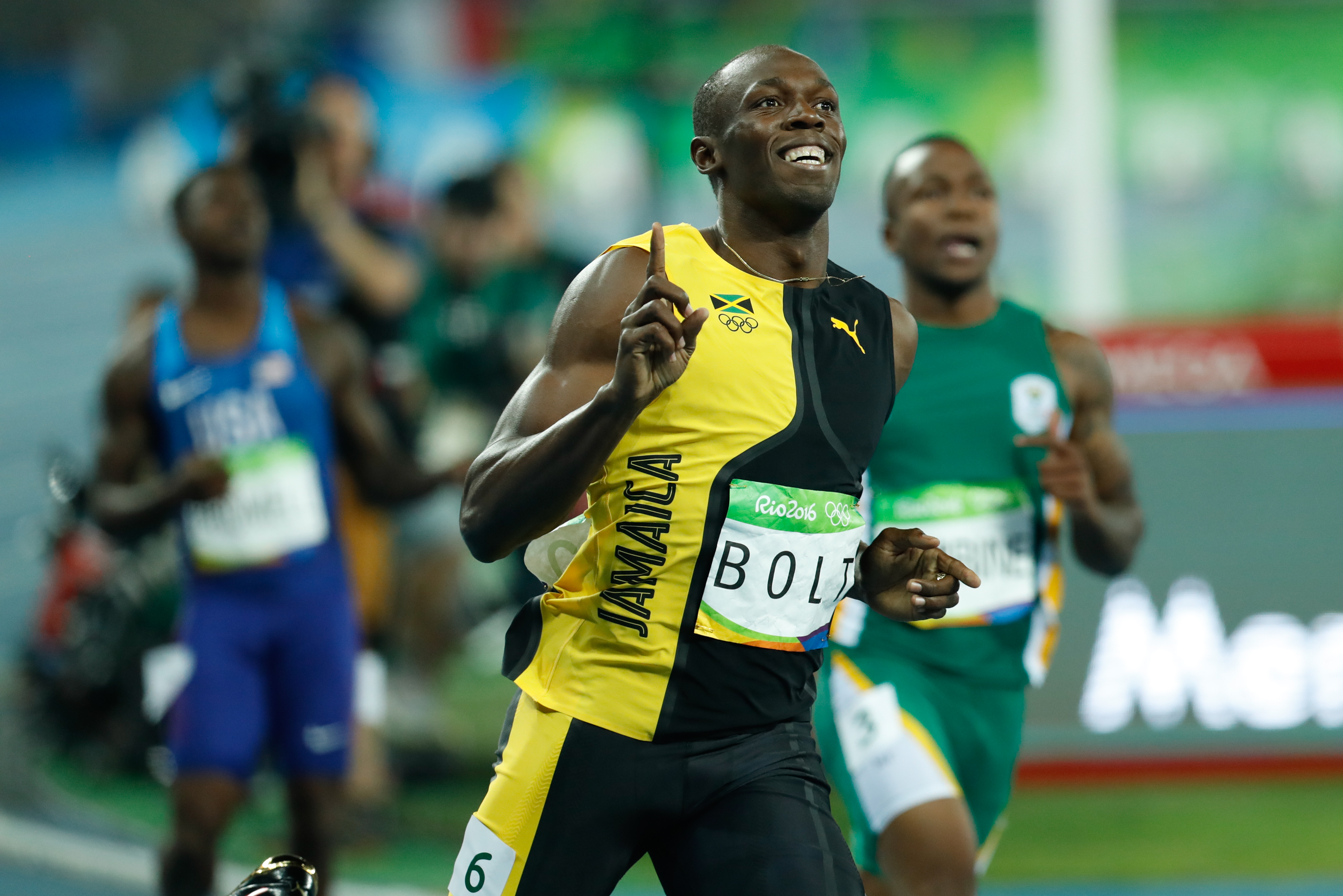
Olympiasieger: Usain Bolt
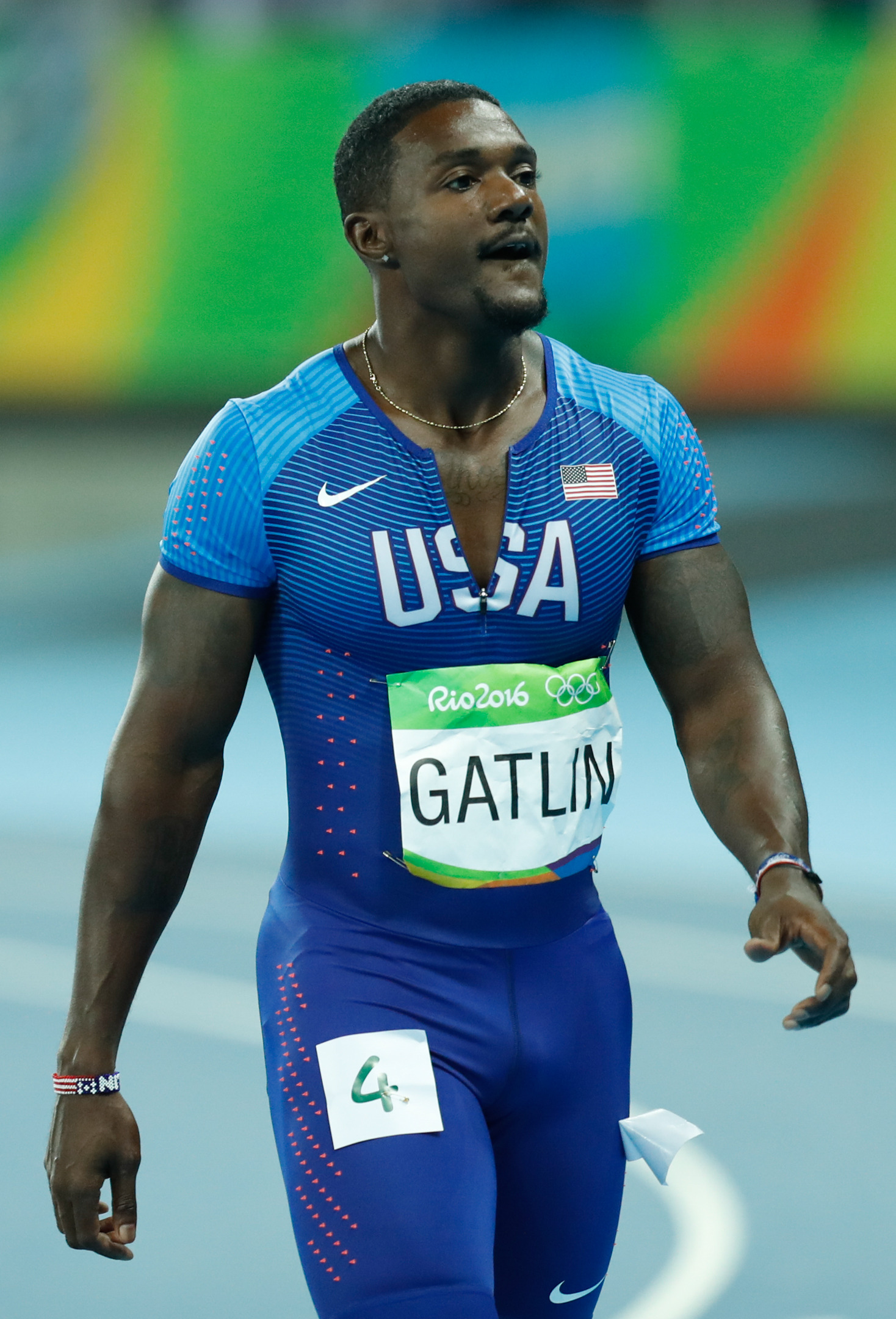
Silbermedaille: Justin Gatlin
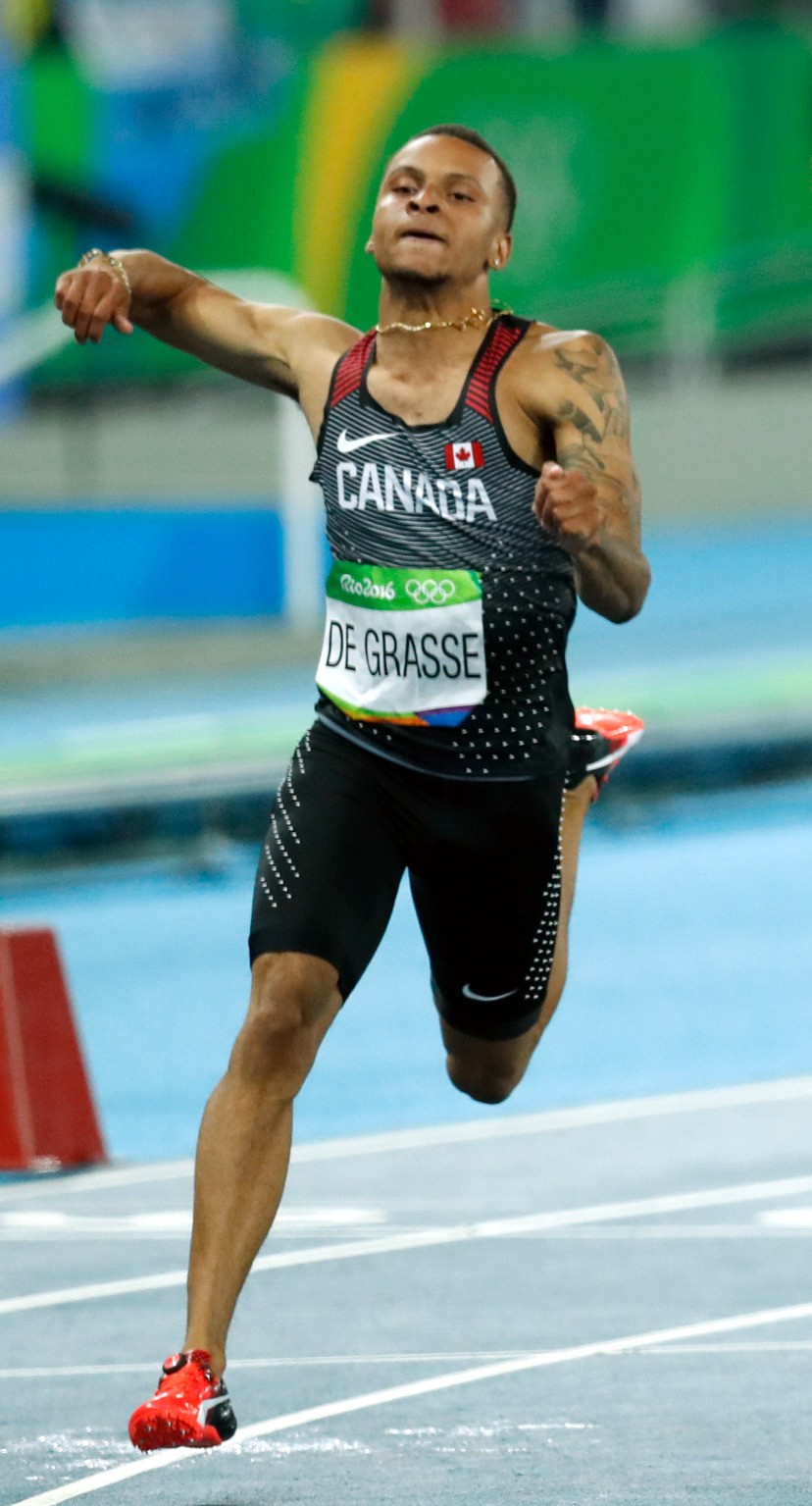
Gewinner der Bronzemedaille: Andre De Grasse
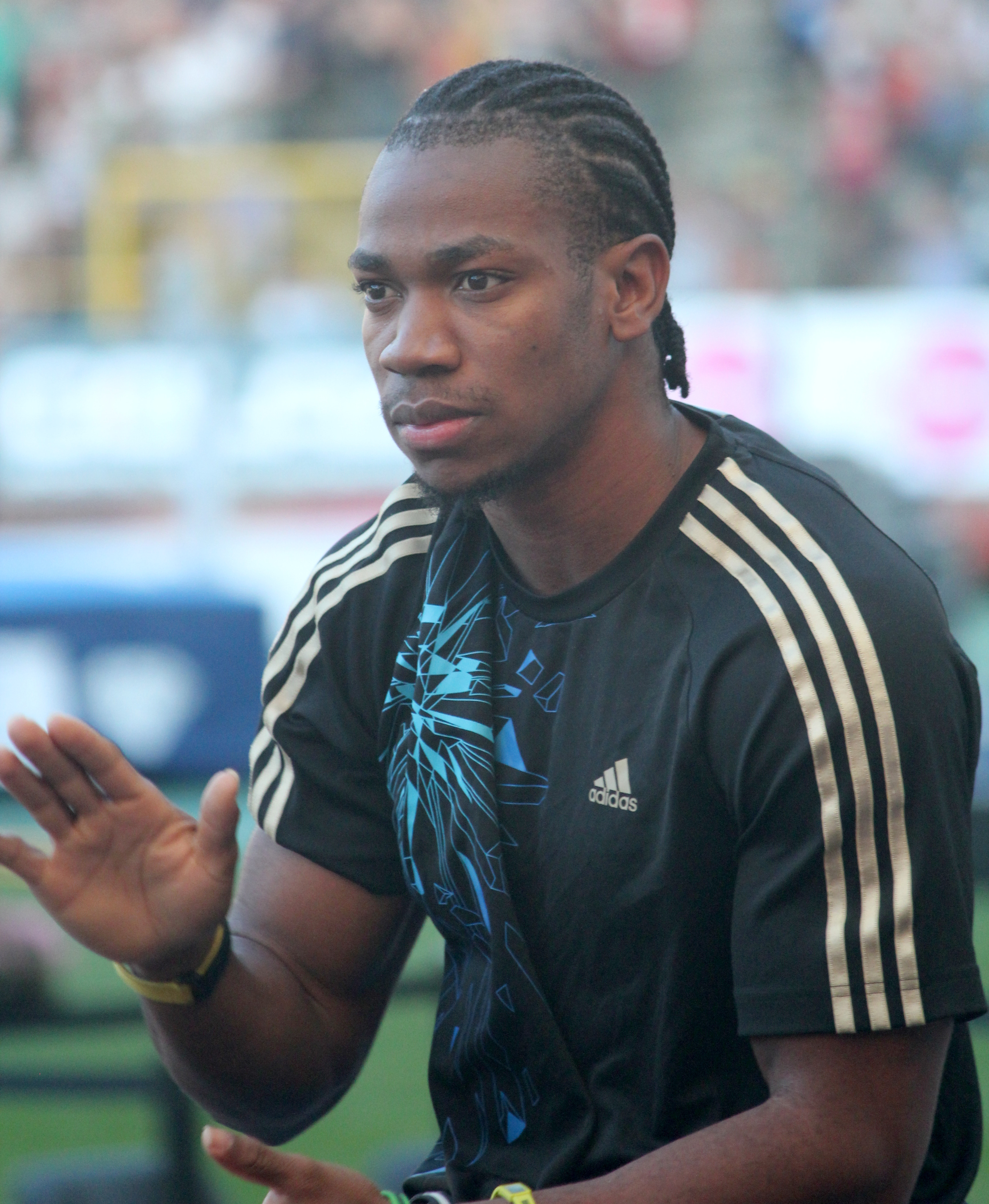
Yohan Blake kam auf den vierten Platz
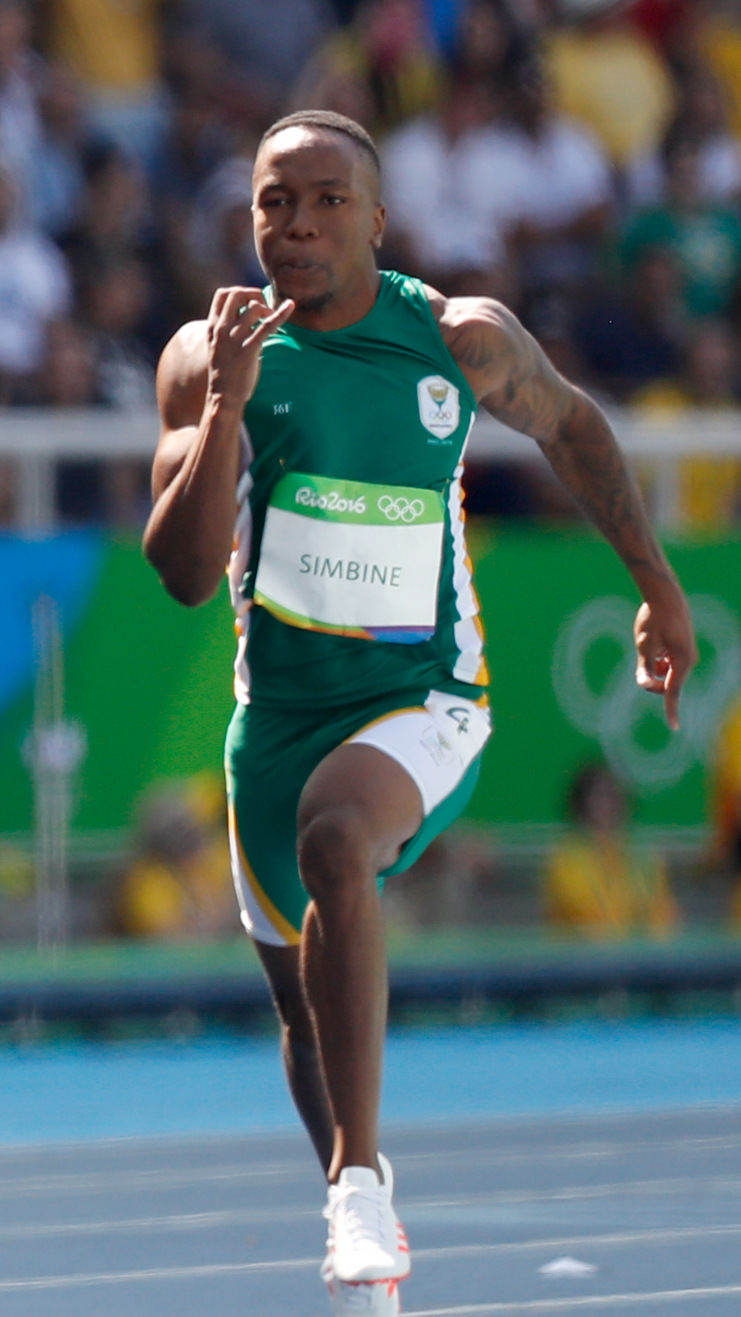
Akani Simbine belegte Rang fünf
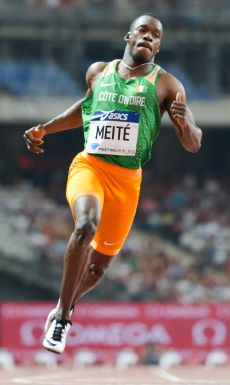
Der echstplatzierte Ben Youssef Meïté
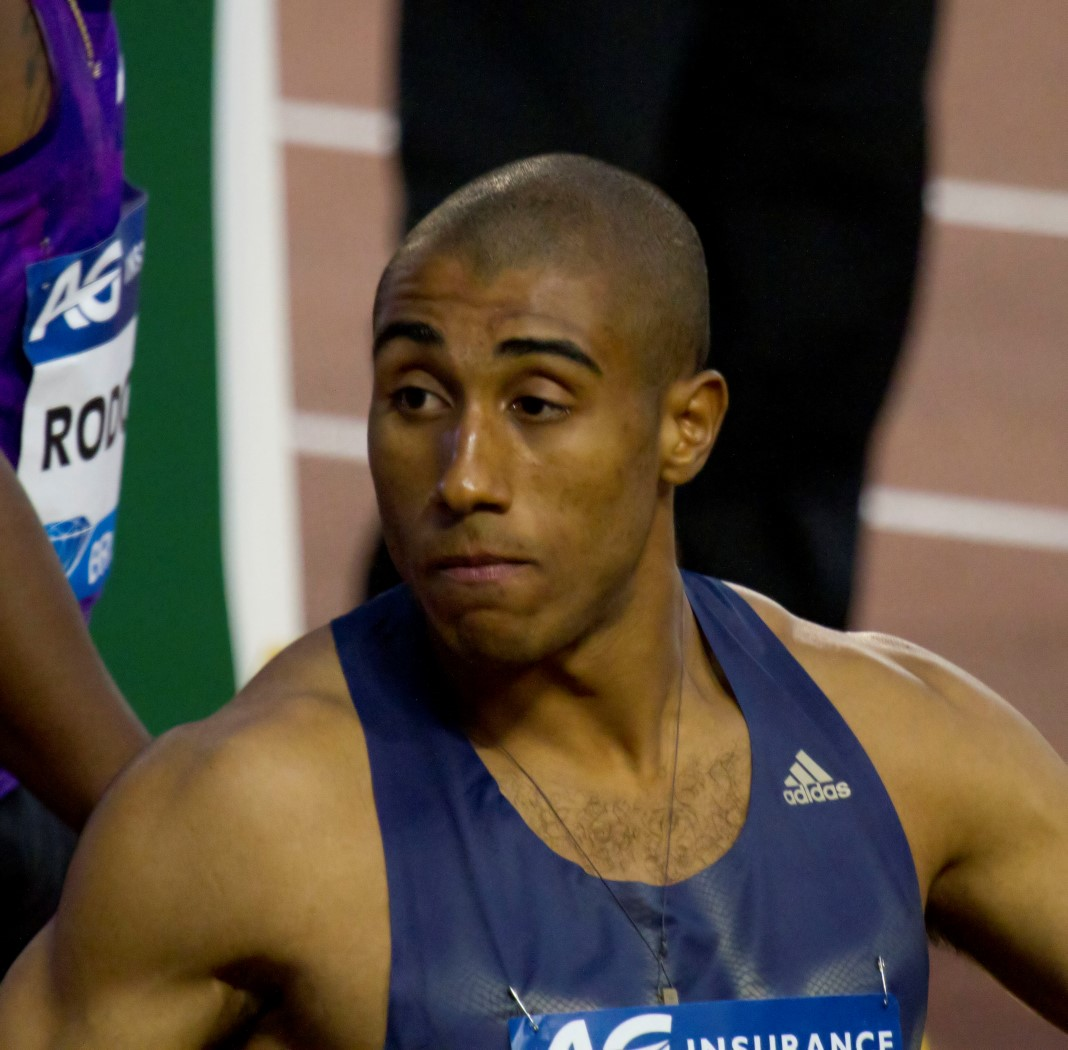
Jimmy Vicaut wurde Olympiasiebter
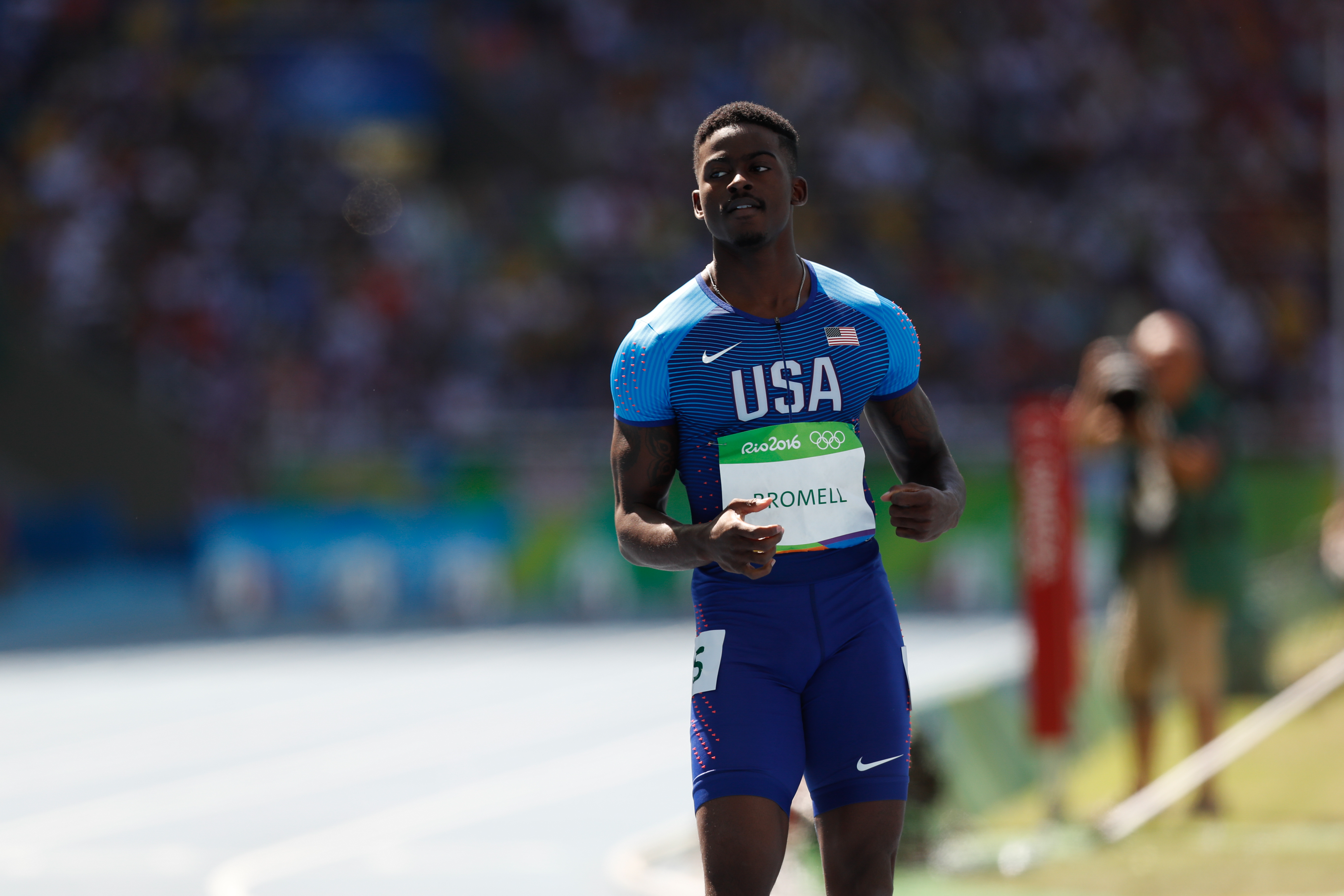
Trayvon Bromell erreichte Platz acht

## Videolinks
- Usain Bolt & Yohan Blake Win 100m Heats - London 2012 Olympics, youtube.com, abgerufen am 24. April 2022
- Bolt, Blake & Gatlin Win 100m Semi-Finals - London 2012 Olympics, youtube.com, abgerufen am 24. April 2022
- Men's 100m Final, Rio 2016 Replay, youtube.com, abgerufen am 24. April 2022